# Матч за звання чемпіона світу із шахів 2013
Матч за звання чемпіона світу з шахів 2013 — матч між чемпіоном світу Вішванатаном Анандом (Індія) та претендентом Магнусом Карлсеном (Норвегія), який проводився в індійському місті Ченнаї з 7 по 22 листопада 2013 року. . Переможцем матчу став Магнус Карлсен, який 22 листопада у десятій партії достроково переміг свого суперника з рахунком 6½ на 3½ очка.
Головним суддею матчу був Ашот Вардапетян

## Учасники матчу
Вішванатан Ананд — чемпіон світу з 2007 року, завоював титул в турнірі найкращих шахістів світу, після чого захистив титул в матчах з Володимиром Крамником (2008 рік), Веселіном Топаловим (2010 рік) та Борисом Гельфандом (2012 рік).
Магнус Карлсен, лідер світового рейтингу, отримав право зіграти з Анандом після перемоги на турнірі претендентів 2013 року.

### Статистика особистих зустрічей Ананда з Карлсеном
В період з березня 2005 року по 18 червня 2013 року, Ананд та Карлсен провели один проти одного 29 партій з класичним контролем часу, з яких в шести переміг Ананд, в трьох Карлсен, двадцять партій закінчилися внічию. 
| Зіграні партії Ананда з Карлсеном | Зіграні партії Ананда з Карлсеном | Зіграні партії Ананда з Карлсеном | Зіграні партії Ананда з Карлсеном | Зіграні партії Ананда з Карлсеном | Зіграні партії Ананда з Карлсеном |
|                                   |                                   | Перемоги Ананда                   | Нічиї                             | Перемоги Карлсена                 | Разом                             |
| --------------------------------- | --------------------------------- | --------------------------------- | --------------------------------- | --------------------------------- | --------------------------------- |
| Класичні партії                   | Ананд (білими)                    | 2                                 | 11                                | 0                                 | 13                                |
| Класичні партії                   | Карлсен (білими)                  | 4                                 | 9                                 | 3                                 | 16                                |
| Класичні партії                   | Разом                             | 6                                 | 20                                | 3                                 | 29                                |
| Інші партії (Бліц/Рапід/наосліп)  | Інші партії (Бліц/Рапід/наосліп)  | 9                                 | 16                                | 8                                 | 33                                |
| Разом                             | Разом                             | 15                                | 36                                | 11                                | 62                                |

## Місце проведення
На роль місця проведення матчу 2013 року розглядалися Франція, Норвегія та Індія, в підсумку на засіданні президентської ради ФІДЕ в Баку в травні 2013 року перевагу було віддано Індії..
Після перемоги Індії на право чемпіонського матчу Магнус Карлсен залишив запис у Facebook. Карлсен написав, що розчарований діями ФІДЕ, яка призначила проведення матчу за чемпіонський титул в Ченнаї без належної процедури, однак висловлює рішучість грати і приступає до підготовки..
16 серпня 2013 року був підписаний контракт на проведення матчу між Віші Анандом та Магнусом Карлсеном.
19 серпня Магнус Карслсен відвідав Ченнаї для огляду житлових та ігрових умов проведення матчу на першість світу.
23 вересня відбулося відкриття офіційного сайту чемпіонського матчу .

## Приз
Призовий фонд матчу склав 1 млн. євро. Із них переможець отримав 600 тисяч, а переможений — 400 тисяч. Якщо б переможець матчу визначився в тай-брейку, то співвідношення призових було б 55:45.

## Матч
Відповідно до регламенту чемпіон світу Вішванатан Ананд та претендент Магнус Карлсен повинні зіграти 12 партій з контролем часу 120 хвилин на 40 ходів, потім 60 хвилин на 20 ходів та 15 хвилин до кінця партії з додаванням 30 секунд на кожен хід, починаючи з 61-го. Після 6-ї партії відбувається зміна кольору (учасник, у якого були білі в 1-й партії, грає 7-у чорними). У разі нічийного результату матчу проводиться тай-брейк.
|                           | Рейтинг | Партія 1 9 Лист. | Партія 2 10 Лист. | Партія 3 12 Лист. | Партія 4 13 Лист. | Партія 5 15 Лист. | Партія 6 16 Лист. | Партія 7 18 Лист. | Партія 8 19 Лист. | Партія 9 21 Лист. | Партія 10 22 Лист. | Партія 11 24 Лист. | Партія 12 26 Лист. | Очки |
| ------------------------- | ------- | ---------------- | ----------------- | ----------------- | ----------------- | ----------------- | ----------------- | ----------------- | ----------------- | ----------------- | ------------------ | ------------------ | ------------------ | ---- |
| Вішванатан Ананд (Індія)  | 2775    | ½                | ½                 | ½                 | ½                 | 0                 | 0                 | ½                 | ½                 | 0                 | ½                  | .                  | .                  | 3½   |
| Магнус Карлсен (Норвегія) | 2870    | ½                | ½                 | ½                 | ½                 | 1                 | 1                 | ½                 | ½                 | 1                 | ½                  | .                  | .                  | 6½   |

### Перша партія
|   | a | b | c | d | e | f | g | h |   |
| 8 | a8 чорна тура · d8 чорний ферзь · f8 чорна тура · g8 чорний король · a7 чорний пішак · b7 чорний пішак · e7 чорний пішак · f7 чорний пішак · g7 чорний слон · h7 чорний пішак · c6 чорний пішак · g6 чорний пішак · c5 білий пішак · d5 чорний кінь · f5 чорний слон · c4 чорний кінь · d4 білий пішак · a3 білий ферзь · c3 білий кінь · f3 білий кінь · g3 білий пішак · a2 білий пішак · e2 білий пішак · f2 білий пішак · g2 білий слон · h2 білий пішак · a1 біла тура · c1 білий слон · f1 біла тура · g1 білий король | a8 чорна тура · d8 чорний ферзь · f8 чорна тура · g8 чорний король · a7 чорний пішак · b7 чорний пішак · e7 чорний пішак · f7 чорний пішак · g7 чорний слон · h7 чорний пішак · c6 чорний пішак · g6 чорний пішак · c5 білий пішак · d5 чорний кінь · f5 чорний слон · c4 чорний кінь · d4 білий пішак · a3 білий ферзь · c3 білий кінь · f3 білий кінь · g3 білий пішак · a2 білий пішак · e2 білий пішак · f2 білий пішак · g2 білий слон · h2 білий пішак · a1 біла тура · c1 білий слон · f1 біла тура · g1 білий король | a8 чорна тура · d8 чорний ферзь · f8 чорна тура · g8 чорний король · a7 чорний пішак · b7 чорний пішак · e7 чорний пішак · f7 чорний пішак · g7 чорний слон · h7 чорний пішак · c6 чорний пішак · g6 чорний пішак · c5 білий пішак · d5 чорний кінь · f5 чорний слон · c4 чорний кінь · d4 білий пішак · a3 білий ферзь · c3 білий кінь · f3 білий кінь · g3 білий пішак · a2 білий пішак · e2 білий пішак · f2 білий пішак · g2 білий слон · h2 білий пішак · a1 біла тура · c1 білий слон · f1 біла тура · g1 білий король | a8 чорна тура · d8 чорний ферзь · f8 чорна тура · g8 чорний король · a7 чорний пішак · b7 чорний пішак · e7 чорний пішак · f7 чорний пішак · g7 чорний слон · h7 чорний пішак · c6 чорний пішак · g6 чорний пішак · c5 білий пішак · d5 чорний кінь · f5 чорний слон · c4 чорний кінь · d4 білий пішак · a3 білий ферзь · c3 білий кінь · f3 білий кінь · g3 білий пішак · a2 білий пішак · e2 білий пішак · f2 білий пішак · g2 білий слон · h2 білий пішак · a1 біла тура · c1 білий слон · f1 біла тура · g1 білий король | a8 чорна тура · d8 чорний ферзь · f8 чорна тура · g8 чорний король · a7 чорний пішак · b7 чорний пішак · e7 чорний пішак · f7 чорний пішак · g7 чорний слон · h7 чорний пішак · c6 чорний пішак · g6 чорний пішак · c5 білий пішак · d5 чорний кінь · f5 чорний слон · c4 чорний кінь · d4 білий пішак · a3 білий ферзь · c3 білий кінь · f3 білий кінь · g3 білий пішак · a2 білий пішак · e2 білий пішак · f2 білий пішак · g2 білий слон · h2 білий пішак · a1 біла тура · c1 білий слон · f1 біла тура · g1 білий король | a8 чорна тура · d8 чорний ферзь · f8 чорна тура · g8 чорний король · a7 чорний пішак · b7 чорний пішак · e7 чорний пішак · f7 чорний пішак · g7 чорний слон · h7 чорний пішак · c6 чорний пішак · g6 чорний пішак · c5 білий пішак · d5 чорний кінь · f5 чорний слон · c4 чорний кінь · d4 білий пішак · a3 білий ферзь · c3 білий кінь · f3 білий кінь · g3 білий пішак · a2 білий пішак · e2 білий пішак · f2 білий пішак · g2 білий слон · h2 білий пішак · a1 біла тура · c1 білий слон · f1 біла тура · g1 білий король | a8 чорна тура · d8 чорний ферзь · f8 чорна тура · g8 чорний король · a7 чорний пішак · b7 чорний пішак · e7 чорний пішак · f7 чорний пішак · g7 чорний слон · h7 чорний пішак · c6 чорний пішак · g6 чорний пішак · c5 білий пішак · d5 чорний кінь · f5 чорний слон · c4 чорний кінь · d4 білий пішак · a3 білий ферзь · c3 білий кінь · f3 білий кінь · g3 білий пішак · a2 білий пішак · e2 білий пішак · f2 білий пішак · g2 білий слон · h2 білий пішак · a1 біла тура · c1 білий слон · f1 біла тура · g1 білий король | a8 чорна тура · d8 чорний ферзь · f8 чорна тура · g8 чорний король · a7 чорний пішак · b7 чорний пішак · e7 чорний пішак · f7 чорний пішак · g7 чорний слон · h7 чорний пішак · c6 чорний пішак · g6 чорний пішак · c5 білий пішак · d5 чорний кінь · f5 чорний слон · c4 чорний кінь · d4 білий пішак · a3 білий ферзь · c3 білий кінь · f3 білий кінь · g3 білий пішак · a2 білий пішак · e2 білий пішак · f2 білий пішак · g2 білий слон · h2 білий пішак · a1 біла тура · c1 білий слон · f1 біла тура · g1 білий король | 8 |
| 7 | a8 чорна тура · d8 чорний ферзь · f8 чорна тура · g8 чорний король · a7 чорний пішак · b7 чорний пішак · e7 чорний пішак · f7 чорний пішак · g7 чорний слон · h7 чорний пішак · c6 чорний пішак · g6 чорний пішак · c5 білий пішак · d5 чорний кінь · f5 чорний слон · c4 чорний кінь · d4 білий пішак · a3 білий ферзь · c3 білий кінь · f3 білий кінь · g3 білий пішак · a2 білий пішак · e2 білий пішак · f2 білий пішак · g2 білий слон · h2 білий пішак · a1 біла тура · c1 білий слон · f1 біла тура · g1 білий король | a8 чорна тура · d8 чорний ферзь · f8 чорна тура · g8 чорний король · a7 чорний пішак · b7 чорний пішак · e7 чорний пішак · f7 чорний пішак · g7 чорний слон · h7 чорний пішак · c6 чорний пішак · g6 чорний пішак · c5 білий пішак · d5 чорний кінь · f5 чорний слон · c4 чорний кінь · d4 білий пішак · a3 білий ферзь · c3 білий кінь · f3 білий кінь · g3 білий пішак · a2 білий пішак · e2 білий пішак · f2 білий пішак · g2 білий слон · h2 білий пішак · a1 біла тура · c1 білий слон · f1 біла тура · g1 білий король | a8 чорна тура · d8 чорний ферзь · f8 чорна тура · g8 чорний король · a7 чорний пішак · b7 чорний пішак · e7 чорний пішак · f7 чорний пішак · g7 чорний слон · h7 чорний пішак · c6 чорний пішак · g6 чорний пішак · c5 білий пішак · d5 чорний кінь · f5 чорний слон · c4 чорний кінь · d4 білий пішак · a3 білий ферзь · c3 білий кінь · f3 білий кінь · g3 білий пішак · a2 білий пішак · e2 білий пішак · f2 білий пішак · g2 білий слон · h2 білий пішак · a1 біла тура · c1 білий слон · f1 біла тура · g1 білий король | a8 чорна тура · d8 чорний ферзь · f8 чорна тура · g8 чорний король · a7 чорний пішак · b7 чорний пішак · e7 чорний пішак · f7 чорний пішак · g7 чорний слон · h7 чорний пішак · c6 чорний пішак · g6 чорний пішак · c5 білий пішак · d5 чорний кінь · f5 чорний слон · c4 чорний кінь · d4 білий пішак · a3 білий ферзь · c3 білий кінь · f3 білий кінь · g3 білий пішак · a2 білий пішак · e2 білий пішак · f2 білий пішак · g2 білий слон · h2 білий пішак · a1 біла тура · c1 білий слон · f1 біла тура · g1 білий король | a8 чорна тура · d8 чорний ферзь · f8 чорна тура · g8 чорний король · a7 чорний пішак · b7 чорний пішак · e7 чорний пішак · f7 чорний пішак · g7 чорний слон · h7 чорний пішак · c6 чорний пішак · g6 чорний пішак · c5 білий пішак · d5 чорний кінь · f5 чорний слон · c4 чорний кінь · d4 білий пішак · a3 білий ферзь · c3 білий кінь · f3 білий кінь · g3 білий пішак · a2 білий пішак · e2 білий пішак · f2 білий пішак · g2 білий слон · h2 білий пішак · a1 біла тура · c1 білий слон · f1 біла тура · g1 білий король | a8 чорна тура · d8 чорний ферзь · f8 чорна тура · g8 чорний король · a7 чорний пішак · b7 чорний пішак · e7 чорний пішак · f7 чорний пішак · g7 чорний слон · h7 чорний пішак · c6 чорний пішак · g6 чорний пішак · c5 білий пішак · d5 чорний кінь · f5 чорний слон · c4 чорний кінь · d4 білий пішак · a3 білий ферзь · c3 білий кінь · f3 білий кінь · g3 білий пішак · a2 білий пішак · e2 білий пішак · f2 білий пішак · g2 білий слон · h2 білий пішак · a1 біла тура · c1 білий слон · f1 біла тура · g1 білий король | a8 чорна тура · d8 чорний ферзь · f8 чорна тура · g8 чорний король · a7 чорний пішак · b7 чорний пішак · e7 чорний пішак · f7 чорний пішак · g7 чорний слон · h7 чорний пішак · c6 чорний пішак · g6 чорний пішак · c5 білий пішак · d5 чорний кінь · f5 чорний слон · c4 чорний кінь · d4 білий пішак · a3 білий ферзь · c3 білий кінь · f3 білий кінь · g3 білий пішак · a2 білий пішак · e2 білий пішак · f2 білий пішак · g2 білий слон · h2 білий пішак · a1 біла тура · c1 білий слон · f1 біла тура · g1 білий король | a8 чорна тура · d8 чорний ферзь · f8 чорна тура · g8 чорний король · a7 чорний пішак · b7 чорний пішак · e7 чорний пішак · f7 чорний пішак · g7 чорний слон · h7 чорний пішак · c6 чорний пішак · g6 чорний пішак · c5 білий пішак · d5 чорний кінь · f5 чорний слон · c4 чорний кінь · d4 білий пішак · a3 білий ферзь · c3 білий кінь · f3 білий кінь · g3 білий пішак · a2 білий пішак · e2 білий пішак · f2 білий пішак · g2 білий слон · h2 білий пішак · a1 біла тура · c1 білий слон · f1 біла тура · g1 білий король | 7 |
| 6 | a8 чорна тура · d8 чорний ферзь · f8 чорна тура · g8 чорний король · a7 чорний пішак · b7 чорний пішак · e7 чорний пішак · f7 чорний пішак · g7 чорний слон · h7 чорний пішак · c6 чорний пішак · g6 чорний пішак · c5 білий пішак · d5 чорний кінь · f5 чорний слон · c4 чорний кінь · d4 білий пішак · a3 білий ферзь · c3 білий кінь · f3 білий кінь · g3 білий пішак · a2 білий пішак · e2 білий пішак · f2 білий пішак · g2 білий слон · h2 білий пішак · a1 біла тура · c1 білий слон · f1 біла тура · g1 білий король | a8 чорна тура · d8 чорний ферзь · f8 чорна тура · g8 чорний король · a7 чорний пішак · b7 чорний пішак · e7 чорний пішак · f7 чорний пішак · g7 чорний слон · h7 чорний пішак · c6 чорний пішак · g6 чорний пішак · c5 білий пішак · d5 чорний кінь · f5 чорний слон · c4 чорний кінь · d4 білий пішак · a3 білий ферзь · c3 білий кінь · f3 білий кінь · g3 білий пішак · a2 білий пішак · e2 білий пішак · f2 білий пішак · g2 білий слон · h2 білий пішак · a1 біла тура · c1 білий слон · f1 біла тура · g1 білий король | a8 чорна тура · d8 чорний ферзь · f8 чорна тура · g8 чорний король · a7 чорний пішак · b7 чорний пішак · e7 чорний пішак · f7 чорний пішак · g7 чорний слон · h7 чорний пішак · c6 чорний пішак · g6 чорний пішак · c5 білий пішак · d5 чорний кінь · f5 чорний слон · c4 чорний кінь · d4 білий пішак · a3 білий ферзь · c3 білий кінь · f3 білий кінь · g3 білий пішак · a2 білий пішак · e2 білий пішак · f2 білий пішак · g2 білий слон · h2 білий пішак · a1 біла тура · c1 білий слон · f1 біла тура · g1 білий король | a8 чорна тура · d8 чорний ферзь · f8 чорна тура · g8 чорний король · a7 чорний пішак · b7 чорний пішак · e7 чорний пішак · f7 чорний пішак · g7 чорний слон · h7 чорний пішак · c6 чорний пішак · g6 чорний пішак · c5 білий пішак · d5 чорний кінь · f5 чорний слон · c4 чорний кінь · d4 білий пішак · a3 білий ферзь · c3 білий кінь · f3 білий кінь · g3 білий пішак · a2 білий пішак · e2 білий пішак · f2 білий пішак · g2 білий слон · h2 білий пішак · a1 біла тура · c1 білий слон · f1 біла тура · g1 білий король | a8 чорна тура · d8 чорний ферзь · f8 чорна тура · g8 чорний король · a7 чорний пішак · b7 чорний пішак · e7 чорний пішак · f7 чорний пішак · g7 чорний слон · h7 чорний пішак · c6 чорний пішак · g6 чорний пішак · c5 білий пішак · d5 чорний кінь · f5 чорний слон · c4 чорний кінь · d4 білий пішак · a3 білий ферзь · c3 білий кінь · f3 білий кінь · g3 білий пішак · a2 білий пішак · e2 білий пішак · f2 білий пішак · g2 білий слон · h2 білий пішак · a1 біла тура · c1 білий слон · f1 біла тура · g1 білий король | a8 чорна тура · d8 чорний ферзь · f8 чорна тура · g8 чорний король · a7 чорний пішак · b7 чорний пішак · e7 чорний пішак · f7 чорний пішак · g7 чорний слон · h7 чорний пішак · c6 чорний пішак · g6 чорний пішак · c5 білий пішак · d5 чорний кінь · f5 чорний слон · c4 чорний кінь · d4 білий пішак · a3 білий ферзь · c3 білий кінь · f3 білий кінь · g3 білий пішак · a2 білий пішак · e2 білий пішак · f2 білий пішак · g2 білий слон · h2 білий пішак · a1 біла тура · c1 білий слон · f1 біла тура · g1 білий король | a8 чорна тура · d8 чорний ферзь · f8 чорна тура · g8 чорний король · a7 чорний пішак · b7 чорний пішак · e7 чорний пішак · f7 чорний пішак · g7 чорний слон · h7 чорний пішак · c6 чорний пішак · g6 чорний пішак · c5 білий пішак · d5 чорний кінь · f5 чорний слон · c4 чорний кінь · d4 білий пішак · a3 білий ферзь · c3 білий кінь · f3 білий кінь · g3 білий пішак · a2 білий пішак · e2 білий пішак · f2 білий пішак · g2 білий слон · h2 білий пішак · a1 біла тура · c1 білий слон · f1 біла тура · g1 білий король | a8 чорна тура · d8 чорний ферзь · f8 чорна тура · g8 чорний король · a7 чорний пішак · b7 чорний пішак · e7 чорний пішак · f7 чорний пішак · g7 чорний слон · h7 чорний пішак · c6 чорний пішак · g6 чорний пішак · c5 білий пішак · d5 чорний кінь · f5 чорний слон · c4 чорний кінь · d4 білий пішак · a3 білий ферзь · c3 білий кінь · f3 білий кінь · g3 білий пішак · a2 білий пішак · e2 білий пішак · f2 білий пішак · g2 білий слон · h2 білий пішак · a1 біла тура · c1 білий слон · f1 біла тура · g1 білий король | 6 |
| 5 | a8 чорна тура · d8 чорний ферзь · f8 чорна тура · g8 чорний король · a7 чорний пішак · b7 чорний пішак · e7 чорний пішак · f7 чорний пішак · g7 чорний слон · h7 чорний пішак · c6 чорний пішак · g6 чорний пішак · c5 білий пішак · d5 чорний кінь · f5 чорний слон · c4 чорний кінь · d4 білий пішак · a3 білий ферзь · c3 білий кінь · f3 білий кінь · g3 білий пішак · a2 білий пішак · e2 білий пішак · f2 білий пішак · g2 білий слон · h2 білий пішак · a1 біла тура · c1 білий слон · f1 біла тура · g1 білий король | a8 чорна тура · d8 чорний ферзь · f8 чорна тура · g8 чорний король · a7 чорний пішак · b7 чорний пішак · e7 чорний пішак · f7 чорний пішак · g7 чорний слон · h7 чорний пішак · c6 чорний пішак · g6 чорний пішак · c5 білий пішак · d5 чорний кінь · f5 чорний слон · c4 чорний кінь · d4 білий пішак · a3 білий ферзь · c3 білий кінь · f3 білий кінь · g3 білий пішак · a2 білий пішак · e2 білий пішак · f2 білий пішак · g2 білий слон · h2 білий пішак · a1 біла тура · c1 білий слон · f1 біла тура · g1 білий король | a8 чорна тура · d8 чорний ферзь · f8 чорна тура · g8 чорний король · a7 чорний пішак · b7 чорний пішак · e7 чорний пішак · f7 чорний пішак · g7 чорний слон · h7 чорний пішак · c6 чорний пішак · g6 чорний пішак · c5 білий пішак · d5 чорний кінь · f5 чорний слон · c4 чорний кінь · d4 білий пішак · a3 білий ферзь · c3 білий кінь · f3 білий кінь · g3 білий пішак · a2 білий пішак · e2 білий пішак · f2 білий пішак · g2 білий слон · h2 білий пішак · a1 біла тура · c1 білий слон · f1 біла тура · g1 білий король | a8 чорна тура · d8 чорний ферзь · f8 чорна тура · g8 чорний король · a7 чорний пішак · b7 чорний пішак · e7 чорний пішак · f7 чорний пішак · g7 чорний слон · h7 чорний пішак · c6 чорний пішак · g6 чорний пішак · c5 білий пішак · d5 чорний кінь · f5 чорний слон · c4 чорний кінь · d4 білий пішак · a3 білий ферзь · c3 білий кінь · f3 білий кінь · g3 білий пішак · a2 білий пішак · e2 білий пішак · f2 білий пішак · g2 білий слон · h2 білий пішак · a1 біла тура · c1 білий слон · f1 біла тура · g1 білий король | a8 чорна тура · d8 чорний ферзь · f8 чорна тура · g8 чорний король · a7 чорний пішак · b7 чорний пішак · e7 чорний пішак · f7 чорний пішак · g7 чорний слон · h7 чорний пішак · c6 чорний пішак · g6 чорний пішак · c5 білий пішак · d5 чорний кінь · f5 чорний слон · c4 чорний кінь · d4 білий пішак · a3 білий ферзь · c3 білий кінь · f3 білий кінь · g3 білий пішак · a2 білий пішак · e2 білий пішак · f2 білий пішак · g2 білий слон · h2 білий пішак · a1 біла тура · c1 білий слон · f1 біла тура · g1 білий король | a8 чорна тура · d8 чорний ферзь · f8 чорна тура · g8 чорний король · a7 чорний пішак · b7 чорний пішак · e7 чорний пішак · f7 чорний пішак · g7 чорний слон · h7 чорний пішак · c6 чорний пішак · g6 чорний пішак · c5 білий пішак · d5 чорний кінь · f5 чорний слон · c4 чорний кінь · d4 білий пішак · a3 білий ферзь · c3 білий кінь · f3 білий кінь · g3 білий пішак · a2 білий пішак · e2 білий пішак · f2 білий пішак · g2 білий слон · h2 білий пішак · a1 біла тура · c1 білий слон · f1 біла тура · g1 білий король | a8 чорна тура · d8 чорний ферзь · f8 чорна тура · g8 чорний король · a7 чорний пішак · b7 чорний пішак · e7 чорний пішак · f7 чорний пішак · g7 чорний слон · h7 чорний пішак · c6 чорний пішак · g6 чорний пішак · c5 білий пішак · d5 чорний кінь · f5 чорний слон · c4 чорний кінь · d4 білий пішак · a3 білий ферзь · c3 білий кінь · f3 білий кінь · g3 білий пішак · a2 білий пішак · e2 білий пішак · f2 білий пішак · g2 білий слон · h2 білий пішак · a1 біла тура · c1 білий слон · f1 біла тура · g1 білий король | a8 чорна тура · d8 чорний ферзь · f8 чорна тура · g8 чорний король · a7 чорний пішак · b7 чорний пішак · e7 чорний пішак · f7 чорний пішак · g7 чорний слон · h7 чорний пішак · c6 чорний пішак · g6 чорний пішак · c5 білий пішак · d5 чорний кінь · f5 чорний слон · c4 чорний кінь · d4 білий пішак · a3 білий ферзь · c3 білий кінь · f3 білий кінь · g3 білий пішак · a2 білий пішак · e2 білий пішак · f2 білий пішак · g2 білий слон · h2 білий пішак · a1 біла тура · c1 білий слон · f1 біла тура · g1 білий король | 5 |
| 4 | a8 чорна тура · d8 чорний ферзь · f8 чорна тура · g8 чорний король · a7 чорний пішак · b7 чорний пішак · e7 чорний пішак · f7 чорний пішак · g7 чорний слон · h7 чорний пішак · c6 чорний пішак · g6 чорний пішак · c5 білий пішак · d5 чорний кінь · f5 чорний слон · c4 чорний кінь · d4 білий пішак · a3 білий ферзь · c3 білий кінь · f3 білий кінь · g3 білий пішак · a2 білий пішак · e2 білий пішак · f2 білий пішак · g2 білий слон · h2 білий пішак · a1 біла тура · c1 білий слон · f1 біла тура · g1 білий король | a8 чорна тура · d8 чорний ферзь · f8 чорна тура · g8 чорний король · a7 чорний пішак · b7 чорний пішак · e7 чорний пішак · f7 чорний пішак · g7 чорний слон · h7 чорний пішак · c6 чорний пішак · g6 чорний пішак · c5 білий пішак · d5 чорний кінь · f5 чорний слон · c4 чорний кінь · d4 білий пішак · a3 білий ферзь · c3 білий кінь · f3 білий кінь · g3 білий пішак · a2 білий пішак · e2 білий пішак · f2 білий пішак · g2 білий слон · h2 білий пішак · a1 біла тура · c1 білий слон · f1 біла тура · g1 білий король | a8 чорна тура · d8 чорний ферзь · f8 чорна тура · g8 чорний король · a7 чорний пішак · b7 чорний пішак · e7 чорний пішак · f7 чорний пішак · g7 чорний слон · h7 чорний пішак · c6 чорний пішак · g6 чорний пішак · c5 білий пішак · d5 чорний кінь · f5 чорний слон · c4 чорний кінь · d4 білий пішак · a3 білий ферзь · c3 білий кінь · f3 білий кінь · g3 білий пішак · a2 білий пішак · e2 білий пішак · f2 білий пішак · g2 білий слон · h2 білий пішак · a1 біла тура · c1 білий слон · f1 біла тура · g1 білий король | a8 чорна тура · d8 чорний ферзь · f8 чорна тура · g8 чорний король · a7 чорний пішак · b7 чорний пішак · e7 чорний пішак · f7 чорний пішак · g7 чорний слон · h7 чорний пішак · c6 чорний пішак · g6 чорний пішак · c5 білий пішак · d5 чорний кінь · f5 чорний слон · c4 чорний кінь · d4 білий пішак · a3 білий ферзь · c3 білий кінь · f3 білий кінь · g3 білий пішак · a2 білий пішак · e2 білий пішак · f2 білий пішак · g2 білий слон · h2 білий пішак · a1 біла тура · c1 білий слон · f1 біла тура · g1 білий король | a8 чорна тура · d8 чорний ферзь · f8 чорна тура · g8 чорний король · a7 чорний пішак · b7 чорний пішак · e7 чорний пішак · f7 чорний пішак · g7 чорний слон · h7 чорний пішак · c6 чорний пішак · g6 чорний пішак · c5 білий пішак · d5 чорний кінь · f5 чорний слон · c4 чорний кінь · d4 білий пішак · a3 білий ферзь · c3 білий кінь · f3 білий кінь · g3 білий пішак · a2 білий пішак · e2 білий пішак · f2 білий пішак · g2 білий слон · h2 білий пішак · a1 біла тура · c1 білий слон · f1 біла тура · g1 білий король | a8 чорна тура · d8 чорний ферзь · f8 чорна тура · g8 чорний король · a7 чорний пішак · b7 чорний пішак · e7 чорний пішак · f7 чорний пішак · g7 чорний слон · h7 чорний пішак · c6 чорний пішак · g6 чорний пішак · c5 білий пішак · d5 чорний кінь · f5 чорний слон · c4 чорний кінь · d4 білий пішак · a3 білий ферзь · c3 білий кінь · f3 білий кінь · g3 білий пішак · a2 білий пішак · e2 білий пішак · f2 білий пішак · g2 білий слон · h2 білий пішак · a1 біла тура · c1 білий слон · f1 біла тура · g1 білий король | a8 чорна тура · d8 чорний ферзь · f8 чорна тура · g8 чорний король · a7 чорний пішак · b7 чорний пішак · e7 чорний пішак · f7 чорний пішак · g7 чорний слон · h7 чорний пішак · c6 чорний пішак · g6 чорний пішак · c5 білий пішак · d5 чорний кінь · f5 чорний слон · c4 чорний кінь · d4 білий пішак · a3 білий ферзь · c3 білий кінь · f3 білий кінь · g3 білий пішак · a2 білий пішак · e2 білий пішак · f2 білий пішак · g2 білий слон · h2 білий пішак · a1 біла тура · c1 білий слон · f1 біла тура · g1 білий король | a8 чорна тура · d8 чорний ферзь · f8 чорна тура · g8 чорний король · a7 чорний пішак · b7 чорний пішак · e7 чорний пішак · f7 чорний пішак · g7 чорний слон · h7 чорний пішак · c6 чорний пішак · g6 чорний пішак · c5 білий пішак · d5 чорний кінь · f5 чорний слон · c4 чорний кінь · d4 білий пішак · a3 білий ферзь · c3 білий кінь · f3 білий кінь · g3 білий пішак · a2 білий пішак · e2 білий пішак · f2 білий пішак · g2 білий слон · h2 білий пішак · a1 біла тура · c1 білий слон · f1 біла тура · g1 білий король | 4 |
| 3 | a8 чорна тура · d8 чорний ферзь · f8 чорна тура · g8 чорний король · a7 чорний пішак · b7 чорний пішак · e7 чорний пішак · f7 чорний пішак · g7 чорний слон · h7 чорний пішак · c6 чорний пішак · g6 чорний пішак · c5 білий пішак · d5 чорний кінь · f5 чорний слон · c4 чорний кінь · d4 білий пішак · a3 білий ферзь · c3 білий кінь · f3 білий кінь · g3 білий пішак · a2 білий пішак · e2 білий пішак · f2 білий пішак · g2 білий слон · h2 білий пішак · a1 біла тура · c1 білий слон · f1 біла тура · g1 білий король | a8 чорна тура · d8 чорний ферзь · f8 чорна тура · g8 чорний король · a7 чорний пішак · b7 чорний пішак · e7 чорний пішак · f7 чорний пішак · g7 чорний слон · h7 чорний пішак · c6 чорний пішак · g6 чорний пішак · c5 білий пішак · d5 чорний кінь · f5 чорний слон · c4 чорний кінь · d4 білий пішак · a3 білий ферзь · c3 білий кінь · f3 білий кінь · g3 білий пішак · a2 білий пішак · e2 білий пішак · f2 білий пішак · g2 білий слон · h2 білий пішак · a1 біла тура · c1 білий слон · f1 біла тура · g1 білий король | a8 чорна тура · d8 чорний ферзь · f8 чорна тура · g8 чорний король · a7 чорний пішак · b7 чорний пішак · e7 чорний пішак · f7 чорний пішак · g7 чорний слон · h7 чорний пішак · c6 чорний пішак · g6 чорний пішак · c5 білий пішак · d5 чорний кінь · f5 чорний слон · c4 чорний кінь · d4 білий пішак · a3 білий ферзь · c3 білий кінь · f3 білий кінь · g3 білий пішак · a2 білий пішак · e2 білий пішак · f2 білий пішак · g2 білий слон · h2 білий пішак · a1 біла тура · c1 білий слон · f1 біла тура · g1 білий король | a8 чорна тура · d8 чорний ферзь · f8 чорна тура · g8 чорний король · a7 чорний пішак · b7 чорний пішак · e7 чорний пішак · f7 чорний пішак · g7 чорний слон · h7 чорний пішак · c6 чорний пішак · g6 чорний пішак · c5 білий пішак · d5 чорний кінь · f5 чорний слон · c4 чорний кінь · d4 білий пішак · a3 білий ферзь · c3 білий кінь · f3 білий кінь · g3 білий пішак · a2 білий пішак · e2 білий пішак · f2 білий пішак · g2 білий слон · h2 білий пішак · a1 біла тура · c1 білий слон · f1 біла тура · g1 білий король | a8 чорна тура · d8 чорний ферзь · f8 чорна тура · g8 чорний король · a7 чорний пішак · b7 чорний пішак · e7 чорний пішак · f7 чорний пішак · g7 чорний слон · h7 чорний пішак · c6 чорний пішак · g6 чорний пішак · c5 білий пішак · d5 чорний кінь · f5 чорний слон · c4 чорний кінь · d4 білий пішак · a3 білий ферзь · c3 білий кінь · f3 білий кінь · g3 білий пішак · a2 білий пішак · e2 білий пішак · f2 білий пішак · g2 білий слон · h2 білий пішак · a1 біла тура · c1 білий слон · f1 біла тура · g1 білий король | a8 чорна тура · d8 чорний ферзь · f8 чорна тура · g8 чорний король · a7 чорний пішак · b7 чорний пішак · e7 чорний пішак · f7 чорний пішак · g7 чорний слон · h7 чорний пішак · c6 чорний пішак · g6 чорний пішак · c5 білий пішак · d5 чорний кінь · f5 чорний слон · c4 чорний кінь · d4 білий пішак · a3 білий ферзь · c3 білий кінь · f3 білий кінь · g3 білий пішак · a2 білий пішак · e2 білий пішак · f2 білий пішак · g2 білий слон · h2 білий пішак · a1 біла тура · c1 білий слон · f1 біла тура · g1 білий король | a8 чорна тура · d8 чорний ферзь · f8 чорна тура · g8 чорний король · a7 чорний пішак · b7 чорний пішак · e7 чорний пішак · f7 чорний пішак · g7 чорний слон · h7 чорний пішак · c6 чорний пішак · g6 чорний пішак · c5 білий пішак · d5 чорний кінь · f5 чорний слон · c4 чорний кінь · d4 білий пішак · a3 білий ферзь · c3 білий кінь · f3 білий кінь · g3 білий пішак · a2 білий пішак · e2 білий пішак · f2 білий пішак · g2 білий слон · h2 білий пішак · a1 біла тура · c1 білий слон · f1 біла тура · g1 білий король | a8 чорна тура · d8 чорний ферзь · f8 чорна тура · g8 чорний король · a7 чорний пішак · b7 чорний пішак · e7 чорний пішак · f7 чорний пішак · g7 чорний слон · h7 чорний пішак · c6 чорний пішак · g6 чорний пішак · c5 білий пішак · d5 чорний кінь · f5 чорний слон · c4 чорний кінь · d4 білий пішак · a3 білий ферзь · c3 білий кінь · f3 білий кінь · g3 білий пішак · a2 білий пішак · e2 білий пішак · f2 білий пішак · g2 білий слон · h2 білий пішак · a1 біла тура · c1 білий слон · f1 біла тура · g1 білий король | 3 |
| 2 | a8 чорна тура · d8 чорний ферзь · f8 чорна тура · g8 чорний король · a7 чорний пішак · b7 чорний пішак · e7 чорний пішак · f7 чорний пішак · g7 чорний слон · h7 чорний пішак · c6 чорний пішак · g6 чорний пішак · c5 білий пішак · d5 чорний кінь · f5 чорний слон · c4 чорний кінь · d4 білий пішак · a3 білий ферзь · c3 білий кінь · f3 білий кінь · g3 білий пішак · a2 білий пішак · e2 білий пішак · f2 білий пішак · g2 білий слон · h2 білий пішак · a1 біла тура · c1 білий слон · f1 біла тура · g1 білий король | a8 чорна тура · d8 чорний ферзь · f8 чорна тура · g8 чорний король · a7 чорний пішак · b7 чорний пішак · e7 чорний пішак · f7 чорний пішак · g7 чорний слон · h7 чорний пішак · c6 чорний пішак · g6 чорний пішак · c5 білий пішак · d5 чорний кінь · f5 чорний слон · c4 чорний кінь · d4 білий пішак · a3 білий ферзь · c3 білий кінь · f3 білий кінь · g3 білий пішак · a2 білий пішак · e2 білий пішак · f2 білий пішак · g2 білий слон · h2 білий пішак · a1 біла тура · c1 білий слон · f1 біла тура · g1 білий король | a8 чорна тура · d8 чорний ферзь · f8 чорна тура · g8 чорний король · a7 чорний пішак · b7 чорний пішак · e7 чорний пішак · f7 чорний пішак · g7 чорний слон · h7 чорний пішак · c6 чорний пішак · g6 чорний пішак · c5 білий пішак · d5 чорний кінь · f5 чорний слон · c4 чорний кінь · d4 білий пішак · a3 білий ферзь · c3 білий кінь · f3 білий кінь · g3 білий пішак · a2 білий пішак · e2 білий пішак · f2 білий пішак · g2 білий слон · h2 білий пішак · a1 біла тура · c1 білий слон · f1 біла тура · g1 білий король | a8 чорна тура · d8 чорний ферзь · f8 чорна тура · g8 чорний король · a7 чорний пішак · b7 чорний пішак · e7 чорний пішак · f7 чорний пішак · g7 чорний слон · h7 чорний пішак · c6 чорний пішак · g6 чорний пішак · c5 білий пішак · d5 чорний кінь · f5 чорний слон · c4 чорний кінь · d4 білий пішак · a3 білий ферзь · c3 білий кінь · f3 білий кінь · g3 білий пішак · a2 білий пішак · e2 білий пішак · f2 білий пішак · g2 білий слон · h2 білий пішак · a1 біла тура · c1 білий слон · f1 біла тура · g1 білий король | a8 чорна тура · d8 чорний ферзь · f8 чорна тура · g8 чорний король · a7 чорний пішак · b7 чорний пішак · e7 чорний пішак · f7 чорний пішак · g7 чорний слон · h7 чорний пішак · c6 чорний пішак · g6 чорний пішак · c5 білий пішак · d5 чорний кінь · f5 чорний слон · c4 чорний кінь · d4 білий пішак · a3 білий ферзь · c3 білий кінь · f3 білий кінь · g3 білий пішак · a2 білий пішак · e2 білий пішак · f2 білий пішак · g2 білий слон · h2 білий пішак · a1 біла тура · c1 білий слон · f1 біла тура · g1 білий король | a8 чорна тура · d8 чорний ферзь · f8 чорна тура · g8 чорний король · a7 чорний пішак · b7 чорний пішак · e7 чорний пішак · f7 чорний пішак · g7 чорний слон · h7 чорний пішак · c6 чорний пішак · g6 чорний пішак · c5 білий пішак · d5 чорний кінь · f5 чорний слон · c4 чорний кінь · d4 білий пішак · a3 білий ферзь · c3 білий кінь · f3 білий кінь · g3 білий пішак · a2 білий пішак · e2 білий пішак · f2 білий пішак · g2 білий слон · h2 білий пішак · a1 біла тура · c1 білий слон · f1 біла тура · g1 білий король | a8 чорна тура · d8 чорний ферзь · f8 чорна тура · g8 чорний король · a7 чорний пішак · b7 чорний пішак · e7 чорний пішак · f7 чорний пішак · g7 чорний слон · h7 чорний пішак · c6 чорний пішак · g6 чорний пішак · c5 білий пішак · d5 чорний кінь · f5 чорний слон · c4 чорний кінь · d4 білий пішак · a3 білий ферзь · c3 білий кінь · f3 білий кінь · g3 білий пішак · a2 білий пішак · e2 білий пішак · f2 білий пішак · g2 білий слон · h2 білий пішак · a1 біла тура · c1 білий слон · f1 біла тура · g1 білий король | a8 чорна тура · d8 чорний ферзь · f8 чорна тура · g8 чорний король · a7 чорний пішак · b7 чорний пішак · e7 чорний пішак · f7 чорний пішак · g7 чорний слон · h7 чорний пішак · c6 чорний пішак · g6 чорний пішак · c5 білий пішак · d5 чорний кінь · f5 чорний слон · c4 чорний кінь · d4 білий пішак · a3 білий ферзь · c3 білий кінь · f3 білий кінь · g3 білий пішак · a2 білий пішак · e2 білий пішак · f2 білий пішак · g2 білий слон · h2 білий пішак · a1 біла тура · c1 білий слон · f1 біла тура · g1 білий король | 2 |
| 1 | a8 чорна тура · d8 чорний ферзь · f8 чорна тура · g8 чорний король · a7 чорний пішак · b7 чорний пішак · e7 чорний пішак · f7 чорний пішак · g7 чорний слон · h7 чорний пішак · c6 чорний пішак · g6 чорний пішак · c5 білий пішак · d5 чорний кінь · f5 чорний слон · c4 чорний кінь · d4 білий пішак · a3 білий ферзь · c3 білий кінь · f3 білий кінь · g3 білий пішак · a2 білий пішак · e2 білий пішак · f2 білий пішак · g2 білий слон · h2 білий пішак · a1 біла тура · c1 білий слон · f1 біла тура · g1 білий король | a8 чорна тура · d8 чорний ферзь · f8 чорна тура · g8 чорний король · a7 чорний пішак · b7 чорний пішак · e7 чорний пішак · f7 чорний пішак · g7 чорний слон · h7 чорний пішак · c6 чорний пішак · g6 чорний пішак · c5 білий пішак · d5 чорний кінь · f5 чорний слон · c4 чорний кінь · d4 білий пішак · a3 білий ферзь · c3 білий кінь · f3 білий кінь · g3 білий пішак · a2 білий пішак · e2 білий пішак · f2 білий пішак · g2 білий слон · h2 білий пішак · a1 біла тура · c1 білий слон · f1 біла тура · g1 білий король | a8 чорна тура · d8 чорний ферзь · f8 чорна тура · g8 чорний король · a7 чорний пішак · b7 чорний пішак · e7 чорний пішак · f7 чорний пішак · g7 чорний слон · h7 чорний пішак · c6 чорний пішак · g6 чорний пішак · c5 білий пішак · d5 чорний кінь · f5 чорний слон · c4 чорний кінь · d4 білий пішак · a3 білий ферзь · c3 білий кінь · f3 білий кінь · g3 білий пішак · a2 білий пішак · e2 білий пішак · f2 білий пішак · g2 білий слон · h2 білий пішак · a1 біла тура · c1 білий слон · f1 біла тура · g1 білий король | a8 чорна тура · d8 чорний ферзь · f8 чорна тура · g8 чорний король · a7 чорний пішак · b7 чорний пішак · e7 чорний пішак · f7 чорний пішак · g7 чорний слон · h7 чорний пішак · c6 чорний пішак · g6 чорний пішак · c5 білий пішак · d5 чорний кінь · f5 чорний слон · c4 чорний кінь · d4 білий пішак · a3 білий ферзь · c3 білий кінь · f3 білий кінь · g3 білий пішак · a2 білий пішак · e2 білий пішак · f2 білий пішак · g2 білий слон · h2 білий пішак · a1 біла тура · c1 білий слон · f1 біла тура · g1 білий король | a8 чорна тура · d8 чорний ферзь · f8 чорна тура · g8 чорний король · a7 чорний пішак · b7 чорний пішак · e7 чорний пішак · f7 чорний пішак · g7 чорний слон · h7 чорний пішак · c6 чорний пішак · g6 чорний пішак · c5 білий пішак · d5 чорний кінь · f5 чорний слон · c4 чорний кінь · d4 білий пішак · a3 білий ферзь · c3 білий кінь · f3 білий кінь · g3 білий пішак · a2 білий пішак · e2 білий пішак · f2 білий пішак · g2 білий слон · h2 білий пішак · a1 біла тура · c1 білий слон · f1 біла тура · g1 білий король | a8 чорна тура · d8 чорний ферзь · f8 чорна тура · g8 чорний король · a7 чорний пішак · b7 чорний пішак · e7 чорний пішак · f7 чорний пішак · g7 чорний слон · h7 чорний пішак · c6 чорний пішак · g6 чорний пішак · c5 білий пішак · d5 чорний кінь · f5 чорний слон · c4 чорний кінь · d4 білий пішак · a3 білий ферзь · c3 білий кінь · f3 білий кінь · g3 білий пішак · a2 білий пішак · e2 білий пішак · f2 білий пішак · g2 білий слон · h2 білий пішак · a1 біла тура · c1 білий слон · f1 біла тура · g1 білий король | a8 чорна тура · d8 чорний ферзь · f8 чорна тура · g8 чорний король · a7 чорний пішак · b7 чорний пішак · e7 чорний пішак · f7 чорний пішак · g7 чорний слон · h7 чорний пішак · c6 чорний пішак · g6 чорний пішак · c5 білий пішак · d5 чорний кінь · f5 чорний слон · c4 чорний кінь · d4 білий пішак · a3 білий ферзь · c3 білий кінь · f3 білий кінь · g3 білий пішак · a2 білий пішак · e2 білий пішак · f2 білий пішак · g2 білий слон · h2 білий пішак · a1 біла тура · c1 білий слон · f1 біла тура · g1 білий король | a8 чорна тура · d8 чорний ферзь · f8 чорна тура · g8 чорний король · a7 чорний пішак · b7 чорний пішак · e7 чорний пішак · f7 чорний пішак · g7 чорний слон · h7 чорний пішак · c6 чорний пішак · g6 чорний пішак · c5 білий пішак · d5 чорний кінь · f5 чорний слон · c4 чорний кінь · d4 білий пішак · a3 білий ферзь · c3 білий кінь · f3 білий кінь · g3 білий пішак · a2 білий пішак · e2 білий пішак · f2 білий пішак · g2 білий слон · h2 білий пішак · a1 біла тура · c1 білий слон · f1 біла тура · g1 білий король | 1 |
|   | a | b | c | d | e | f | g | h |   |

Карлсен — Ананд  

9 листопада 2013 року 

Захист Грюнфельда (D78)
 
1.Кf3 d5 2.g3 g6 3.Cg2 Сg7 4.d4 c6 5. O-O Кf6 6.b3 O-O 7.Cb2 Cf5 8.c4 Кbd7 9.Kc3 dxc4 10.bxc4 Kb6 11.c5 Kc4 12.Cc1 Kd5 13.Фb3 Кa5 14.Фа3 Кс4 15.Фb3 Кa5 16.Фа3 Кс4 ½:½ 
Стартова партія видалася короткою, вже після 13 ходів суперники почали повторювати позицію та після 16-го ходу партія завершилася внічию.

### Друга партія
Ананд — Карлсен 
 
10 листопада 2013 року

Захист Каро-Канн (B19)  
 
1.е4 с6 2.d4 d5 3.Kc3 dxe4 4.Kxe4 Cf5 5.Kg3 Cg6 6.h4 h6 7.Kf3 e6 8.Ke5 Ch7 9.Cd3 Cxd3 10.Фxd3 Kd7 11.f4 Cb4 12.c3 Ce7 13.Cd2 Кgf6 14.0-0-0 0-0 15.Ke4 Кxe4 16.Фxe4 Кxe5 17.fxe5 Фd5 18.Фxd5 cxd5 19.h5 b5 20.Th3 a5 21.Tf1 Tac8 22.Tg3 Kph7 23.Tgf3 Kpg8 24.Tg3 Kph7 25.Tgf3 Kpg8   ½:½ 

### Третя партія
Карлсен — Ананд 
 
12 листопада 2013 року

Староіндійська атака (AO7)  
 
1. Kf3 d5 2.g3 g6 3.c4 dxc4 4.Фa4 Kc6 5.Cg2 Cg7 6.Kc3 e5 7. Фxc4 Kge7 8.0-0 0-0 
9.d3 h6 10.Cd2 Kd4 11.Kxd4 exd4 12.Ke4 c6 13.Cb4 Ce6 14.Фc1 Cd5 15.a4 b6 16.Cxe7 Фxe7 17.a5 Tab8 18.Te1 Tfc8 19.axb6 axb6 20.Фf4 Td8 21.h4 Kph7 22.Kd2 Ce5 23.Фg4 h5 24.Фh3 Ce6 25.Фh1 c5 
26.Ke4 Kpg7 27.Kg5 b5 28.e3 dxe3 29.Txe3 Cd4 30.Te2 c4 31.Kxe6 fxe6 32.Ce4 cxd3 33.Td2 Фb4 
34.Tad1 Cxb2 35.Фf3 Cf6 36.Txd3 Txd3 37.Txd3 Td8 38.Txd8 Cxd8 39.Cd3 Фd4 40.Cxb5 Фf6
41.Фb7 Ce7  42.Kpg2 g5 43.hxg5 Фxg5 44.Cc4 h4 45.Фc7 hxg3 46.Фxg3 e5 47.Kpf3 Фxg3
48.fxg3 Cc5 49.Kpe4 Cd4 50.Kpf5 Cf2 51.Kpxe5 Cxg3   ½:½ 

### Четверта партія
Ананд — Карлсен  
 
13 листопада 2013 року

Іспанська партія (C67)  
 
1. e4 e5 2.Kf3 Kc6 3.Cb5 Kf6 4.0-0 Kxe4 5.d4 Kd6 6.Cxc6 dxc6 7.dxe5 Kf5 8.Фxd8 Kpxd8
9.h3 Cd7 10.Td1 Ce7 11.Kc3 Kpc8 12.Cg5 h6 13.Cxe7 Kxe7 14.Td2 c5 15.Tad1 Ce6 16.Ke1 Kg6 17.Kd3 b6 18.Ke2 Cxa2 19.b3 c4 20.Kdc1 cxb3 21.cxb3 Cb1 22.f4 Kpb7 23.Kc3 Cf5 24.g4 Cc8 25.Kd3 h5 
26.f5 Ke7 27.Kb5 hxg4 28.hxg4 Th4 29.Kf2 Kc6 30.Tc2 a5 31.Tc4 g6 32.Tdc1 Cd7 33.e6 fxe6 34.fxe6 Cb8 35.Ke4 Txg4+ 36.Kpf2 Tf4+ 37.Ke3 Tf8 38.Kd4 Kxd4 39.Txc7+ Kpa6 40.Kpd4 Td8+ 41.Kpc3 Tf3+  42.Kpb2 Te3 43.Tc8 Tdd3 44.Ta8+ Kpb7 45.Txe8 Txe4 46.e7 Tg3 47.Tc3 Te2+ 48.Tc2 Tee3  49.Kpa2 g5 50.Td2 Te5 51.Td7+ Kpc6 52.Ted8 Tge3 53.Td6+ Kpb7 54.T8d7 Kpa6 55.Td5 Te2+ 56.Kpa3 Te6 57.Td8 g4 
|   | a | b | c | d | e | f | g | h |   |
| 8 | a7 білий пішак · h7 біла тура · c5 чорний король · c4 чорний пішак · h4 білий пішак · c3 білий король · a2 чорна тура | a7 білий пішак · h7 біла тура · c5 чорний король · c4 чорний пішак · h4 білий пішак · c3 білий король · a2 чорна тура | a7 білий пішак · h7 біла тура · c5 чорний король · c4 чорний пішак · h4 білий пішак · c3 білий король · a2 чорна тура | a7 білий пішак · h7 біла тура · c5 чорний король · c4 чорний пішак · h4 білий пішак · c3 білий король · a2 чорна тура | a7 білий пішак · h7 біла тура · c5 чорний король · c4 чорний пішак · h4 білий пішак · c3 білий король · a2 чорна тура | a7 білий пішак · h7 біла тура · c5 чорний король · c4 чорний пішак · h4 білий пішак · c3 білий король · a2 чорна тура | a7 білий пішак · h7 біла тура · c5 чорний король · c4 чорний пішак · h4 білий пішак · c3 білий король · a2 чорна тура | a7 білий пішак · h7 біла тура · c5 чорний король · c4 чорний пішак · h4 білий пішак · c3 білий король · a2 чорна тура | 8 |
| 7 | a7 білий пішак · h7 біла тура · c5 чорний король · c4 чорний пішак · h4 білий пішак · c3 білий король · a2 чорна тура | a7 білий пішак · h7 біла тура · c5 чорний король · c4 чорний пішак · h4 білий пішак · c3 білий король · a2 чорна тура | a7 білий пішак · h7 біла тура · c5 чорний король · c4 чорний пішак · h4 білий пішак · c3 білий король · a2 чорна тура | a7 білий пішак · h7 біла тура · c5 чорний король · c4 чорний пішак · h4 білий пішак · c3 білий король · a2 чорна тура | a7 білий пішак · h7 біла тура · c5 чорний король · c4 чорний пішак · h4 білий пішак · c3 білий король · a2 чорна тура | a7 білий пішак · h7 біла тура · c5 чорний король · c4 чорний пішак · h4 білий пішак · c3 білий король · a2 чорна тура | a7 білий пішак · h7 біла тура · c5 чорний король · c4 чорний пішак · h4 білий пішак · c3 білий король · a2 чорна тура | a7 білий пішак · h7 біла тура · c5 чорний король · c4 чорний пішак · h4 білий пішак · c3 білий король · a2 чорна тура | 7 |
| 6 | a7 білий пішак · h7 біла тура · c5 чорний король · c4 чорний пішак · h4 білий пішак · c3 білий король · a2 чорна тура | a7 білий пішак · h7 біла тура · c5 чорний король · c4 чорний пішак · h4 білий пішак · c3 білий король · a2 чорна тура | a7 білий пішак · h7 біла тура · c5 чорний король · c4 чорний пішак · h4 білий пішак · c3 білий король · a2 чорна тура | a7 білий пішак · h7 біла тура · c5 чорний король · c4 чорний пішак · h4 білий пішак · c3 білий король · a2 чорна тура | a7 білий пішак · h7 біла тура · c5 чорний король · c4 чорний пішак · h4 білий пішак · c3 білий король · a2 чорна тура | a7 білий пішак · h7 біла тура · c5 чорний король · c4 чорний пішак · h4 білий пішак · c3 білий король · a2 чорна тура | a7 білий пішак · h7 біла тура · c5 чорний король · c4 чорний пішак · h4 білий пішак · c3 білий король · a2 чорна тура | a7 білий пішак · h7 біла тура · c5 чорний король · c4 чорний пішак · h4 білий пішак · c3 білий король · a2 чорна тура | 6 |
| 5 | a7 білий пішак · h7 біла тура · c5 чорний король · c4 чорний пішак · h4 білий пішак · c3 білий король · a2 чорна тура | a7 білий пішак · h7 біла тура · c5 чорний король · c4 чорний пішак · h4 білий пішак · c3 білий король · a2 чорна тура | a7 білий пішак · h7 біла тура · c5 чорний король · c4 чорний пішак · h4 білий пішак · c3 білий король · a2 чорна тура | a7 білий пішак · h7 біла тура · c5 чорний король · c4 чорний пішак · h4 білий пішак · c3 білий король · a2 чорна тура | a7 білий пішак · h7 біла тура · c5 чорний король · c4 чорний пішак · h4 білий пішак · c3 білий король · a2 чорна тура | a7 білий пішак · h7 біла тура · c5 чорний король · c4 чорний пішак · h4 білий пішак · c3 білий король · a2 чорна тура | a7 білий пішак · h7 біла тура · c5 чорний король · c4 чорний пішак · h4 білий пішак · c3 білий король · a2 чорна тура | a7 білий пішак · h7 біла тура · c5 чорний король · c4 чорний пішак · h4 білий пішак · c3 білий король · a2 чорна тура | 5 |
| 4 | a7 білий пішак · h7 біла тура · c5 чорний король · c4 чорний пішак · h4 білий пішак · c3 білий король · a2 чорна тура | a7 білий пішак · h7 біла тура · c5 чорний король · c4 чорний пішак · h4 білий пішак · c3 білий король · a2 чорна тура | a7 білий пішак · h7 біла тура · c5 чорний король · c4 чорний пішак · h4 білий пішак · c3 білий король · a2 чорна тура | a7 білий пішак · h7 біла тура · c5 чорний король · c4 чорний пішак · h4 білий пішак · c3 білий король · a2 чорна тура | a7 білий пішак · h7 біла тура · c5 чорний король · c4 чорний пішак · h4 білий пішак · c3 білий король · a2 чорна тура | a7 білий пішак · h7 біла тура · c5 чорний король · c4 чорний пішак · h4 білий пішак · c3 білий король · a2 чорна тура | a7 білий пішак · h7 біла тура · c5 чорний король · c4 чорний пішак · h4 білий пішак · c3 білий король · a2 чорна тура | a7 білий пішак · h7 біла тура · c5 чорний король · c4 чорний пішак · h4 білий пішак · c3 білий король · a2 чорна тура | 4 |
| 3 | a7 білий пішак · h7 біла тура · c5 чорний король · c4 чорний пішак · h4 білий пішак · c3 білий король · a2 чорна тура | a7 білий пішак · h7 біла тура · c5 чорний король · c4 чорний пішак · h4 білий пішак · c3 білий король · a2 чорна тура | a7 білий пішак · h7 біла тура · c5 чорний король · c4 чорний пішак · h4 білий пішак · c3 білий король · a2 чорна тура | a7 білий пішак · h7 біла тура · c5 чорний король · c4 чорний пішак · h4 білий пішак · c3 білий король · a2 чорна тура | a7 білий пішак · h7 біла тура · c5 чорний король · c4 чорний пішак · h4 білий пішак · c3 білий король · a2 чорна тура | a7 білий пішак · h7 біла тура · c5 чорний король · c4 чорний пішак · h4 білий пішак · c3 білий король · a2 чорна тура | a7 білий пішак · h7 біла тура · c5 чорний король · c4 чорний пішак · h4 білий пішак · c3 білий король · a2 чорна тура | a7 білий пішак · h7 біла тура · c5 чорний король · c4 чорний пішак · h4 білий пішак · c3 білий король · a2 чорна тура | 3 |
| 2 | a7 білий пішак · h7 біла тура · c5 чорний король · c4 чорний пішак · h4 білий пішак · c3 білий король · a2 чорна тура | a7 білий пішак · h7 біла тура · c5 чорний король · c4 чорний пішак · h4 білий пішак · c3 білий король · a2 чорна тура | a7 білий пішак · h7 біла тура · c5 чорний король · c4 чорний пішак · h4 білий пішак · c3 білий король · a2 чорна тура | a7 білий пішак · h7 біла тура · c5 чорний король · c4 чорний пішак · h4 білий пішак · c3 білий король · a2 чорна тура | a7 білий пішак · h7 біла тура · c5 чорний король · c4 чорний пішак · h4 білий пішак · c3 білий король · a2 чорна тура | a7 білий пішак · h7 біла тура · c5 чорний король · c4 чорний пішак · h4 білий пішак · c3 білий король · a2 чорна тура | a7 білий пішак · h7 біла тура · c5 чорний король · c4 чорний пішак · h4 білий пішак · c3 білий король · a2 чорна тура | a7 білий пішак · h7 біла тура · c5 чорний король · c4 чорний пішак · h4 білий пішак · c3 білий король · a2 чорна тура | 2 |
| 1 | a7 білий пішак · h7 біла тура · c5 чорний король · c4 чорний пішак · h4 білий пішак · c3 білий король · a2 чорна тура | a7 білий пішак · h7 біла тура · c5 чорний король · c4 чорний пішак · h4 білий пішак · c3 білий король · a2 чорна тура | a7 білий пішак · h7 біла тура · c5 чорний король · c4 чорний пішак · h4 білий пішак · c3 білий король · a2 чорна тура | a7 білий пішак · h7 біла тура · c5 чорний король · c4 чорний пішак · h4 білий пішак · c3 білий король · a2 чорна тура | a7 білий пішак · h7 біла тура · c5 чорний король · c4 чорний пішак · h4 білий пішак · c3 білий король · a2 чорна тура | a7 білий пішак · h7 біла тура · c5 чорний король · c4 чорний пішак · h4 білий пішак · c3 білий король · a2 чорна тура | a7 білий пішак · h7 біла тура · c5 чорний король · c4 чорний пішак · h4 білий пішак · c3 білий король · a2 чорна тура | a7 білий пішак · h7 біла тура · c5 чорний король · c4 чорний пішак · h4 білий пішак · c3 білий король · a2 чорна тура | 1 |
|   | a | b | c | d | e | f | g | h |   |

58.Tg5 Txe7 59.Ta8+ Kpb7 60.Tag8 a4 61.Txg4 axb3 62.T8g7 Kpa6 63.Txe7 Txe7 64.Kpxb3  ½:½ 

### П’ята партія
Карлсен — Ананд  
 
15 листопада 2013 року

Ферзевий гамбіт (D31)  
 
1. с4 e6 2.d4 d5 3.Kc3 c6 4.e4 dxe4 5.Kxe4 Cb4 6.Kc3 c5 7.a3 Ca5 8.Kf3 Kf6
9.Cb3 Kc6 10.Фd3 cxd4 11.Kxd4 Kg4 12.0-0-0 Kxe3 13.fxe3 Cc7 14.Kxc6 bxc6 15.Фxd8 Cxd8 16.Ce2 Kpe7 
17.Cf3 Cd7 18.Ke4 Cb6 19.c5 f5 20.cxb6 fxe4 21.b7 Tab8 22.Cxe4 Txb7 23.Thf1 Tb5 24.Tf4 g5
25.Tf3 h5 26.Tdf1 Ce8 27.Cc2 Tc5 28.Tf6 h4 
29.e4 a5 30.Kpd2 Tb5 31.b3 Ch5 32.Kpc3 Tc5+ 33.Kpb2 Td8 34.T1f2 Td4 35.Th6 Cd1 36.Cb1 Tb5 
37.Kpc3 c5 38.Tb2 e5 39.Tg6 a4 40.Txg5 Txb3
41.Txb3 Cxb3 42.Txe5 Kpd6 43.Th5 Td1 44.e5 Kpd5 45.Ch7 Tc1+ 46.Kpb2 Tg1 47.Cg8+ Kpc6
48.Th6+ Kpd7  49.Cxb3 axb3 50.Kpxb3 Txg2 51.Tdxh4 Kpe6 52.a4 Kpxe5 53.a5 Kpd6 54.Th7 Kpd5 55.a6 c4+ 56.Kpc3 Ta2 57.a7 Kpc5 58.h4 1:0 
|   | a | b | c | d | e | f | g | h |   |
| 8 | a8 біла тура · h6 чорний пішак · b4 білий пішак · c4 білий пішак · f4 чорний король · h3 білий пішак · f2 чорний пішак · h2 білий король · g1 чорна тура | a8 біла тура · h6 чорний пішак · b4 білий пішак · c4 білий пішак · f4 чорний король · h3 білий пішак · f2 чорний пішак · h2 білий король · g1 чорна тура | a8 біла тура · h6 чорний пішак · b4 білий пішак · c4 білий пішак · f4 чорний король · h3 білий пішак · f2 чорний пішак · h2 білий король · g1 чорна тура | a8 біла тура · h6 чорний пішак · b4 білий пішак · c4 білий пішак · f4 чорний король · h3 білий пішак · f2 чорний пішак · h2 білий король · g1 чорна тура | a8 біла тура · h6 чорний пішак · b4 білий пішак · c4 білий пішак · f4 чорний король · h3 білий пішак · f2 чорний пішак · h2 білий король · g1 чорна тура | a8 біла тура · h6 чорний пішак · b4 білий пішак · c4 білий пішак · f4 чорний король · h3 білий пішак · f2 чорний пішак · h2 білий король · g1 чорна тура | a8 біла тура · h6 чорний пішак · b4 білий пішак · c4 білий пішак · f4 чорний король · h3 білий пішак · f2 чорний пішак · h2 білий король · g1 чорна тура | a8 біла тура · h6 чорний пішак · b4 білий пішак · c4 білий пішак · f4 чорний король · h3 білий пішак · f2 чорний пішак · h2 білий король · g1 чорна тура | 8 |
| 7 | a8 біла тура · h6 чорний пішак · b4 білий пішак · c4 білий пішак · f4 чорний король · h3 білий пішак · f2 чорний пішак · h2 білий король · g1 чорна тура | a8 біла тура · h6 чорний пішак · b4 білий пішак · c4 білий пішак · f4 чорний король · h3 білий пішак · f2 чорний пішак · h2 білий король · g1 чорна тура | a8 біла тура · h6 чорний пішак · b4 білий пішак · c4 білий пішак · f4 чорний король · h3 білий пішак · f2 чорний пішак · h2 білий король · g1 чорна тура | a8 біла тура · h6 чорний пішак · b4 білий пішак · c4 білий пішак · f4 чорний король · h3 білий пішак · f2 чорний пішак · h2 білий король · g1 чорна тура | a8 біла тура · h6 чорний пішак · b4 білий пішак · c4 білий пішак · f4 чорний король · h3 білий пішак · f2 чорний пішак · h2 білий король · g1 чорна тура | a8 біла тура · h6 чорний пішак · b4 білий пішак · c4 білий пішак · f4 чорний король · h3 білий пішак · f2 чорний пішак · h2 білий король · g1 чорна тура | a8 біла тура · h6 чорний пішак · b4 білий пішак · c4 білий пішак · f4 чорний король · h3 білий пішак · f2 чорний пішак · h2 білий король · g1 чорна тура | a8 біла тура · h6 чорний пішак · b4 білий пішак · c4 білий пішак · f4 чорний король · h3 білий пішак · f2 чорний пішак · h2 білий король · g1 чорна тура | 7 |
| 6 | a8 біла тура · h6 чорний пішак · b4 білий пішак · c4 білий пішак · f4 чорний король · h3 білий пішак · f2 чорний пішак · h2 білий король · g1 чорна тура | a8 біла тура · h6 чорний пішак · b4 білий пішак · c4 білий пішак · f4 чорний король · h3 білий пішак · f2 чорний пішак · h2 білий король · g1 чорна тура | a8 біла тура · h6 чорний пішак · b4 білий пішак · c4 білий пішак · f4 чорний король · h3 білий пішак · f2 чорний пішак · h2 білий король · g1 чорна тура | a8 біла тура · h6 чорний пішак · b4 білий пішак · c4 білий пішак · f4 чорний король · h3 білий пішак · f2 чорний пішак · h2 білий король · g1 чорна тура | a8 біла тура · h6 чорний пішак · b4 білий пішак · c4 білий пішак · f4 чорний король · h3 білий пішак · f2 чорний пішак · h2 білий король · g1 чорна тура | a8 біла тура · h6 чорний пішак · b4 білий пішак · c4 білий пішак · f4 чорний король · h3 білий пішак · f2 чорний пішак · h2 білий король · g1 чорна тура | a8 біла тура · h6 чорний пішак · b4 білий пішак · c4 білий пішак · f4 чорний король · h3 білий пішак · f2 чорний пішак · h2 білий король · g1 чорна тура | a8 біла тура · h6 чорний пішак · b4 білий пішак · c4 білий пішак · f4 чорний король · h3 білий пішак · f2 чорний пішак · h2 білий король · g1 чорна тура | 6 |
| 5 | a8 біла тура · h6 чорний пішак · b4 білий пішак · c4 білий пішак · f4 чорний король · h3 білий пішак · f2 чорний пішак · h2 білий король · g1 чорна тура | a8 біла тура · h6 чорний пішак · b4 білий пішак · c4 білий пішак · f4 чорний король · h3 білий пішак · f2 чорний пішак · h2 білий король · g1 чорна тура | a8 біла тура · h6 чорний пішак · b4 білий пішак · c4 білий пішак · f4 чорний король · h3 білий пішак · f2 чорний пішак · h2 білий король · g1 чорна тура | a8 біла тура · h6 чорний пішак · b4 білий пішак · c4 білий пішак · f4 чорний король · h3 білий пішак · f2 чорний пішак · h2 білий король · g1 чорна тура | a8 біла тура · h6 чорний пішак · b4 білий пішак · c4 білий пішак · f4 чорний король · h3 білий пішак · f2 чорний пішак · h2 білий король · g1 чорна тура | a8 біла тура · h6 чорний пішак · b4 білий пішак · c4 білий пішак · f4 чорний король · h3 білий пішак · f2 чорний пішак · h2 білий король · g1 чорна тура | a8 біла тура · h6 чорний пішак · b4 білий пішак · c4 білий пішак · f4 чорний король · h3 білий пішак · f2 чорний пішак · h2 білий король · g1 чорна тура | a8 біла тура · h6 чорний пішак · b4 білий пішак · c4 білий пішак · f4 чорний король · h3 білий пішак · f2 чорний пішак · h2 білий король · g1 чорна тура | 5 |
| 4 | a8 біла тура · h6 чорний пішак · b4 білий пішак · c4 білий пішак · f4 чорний король · h3 білий пішак · f2 чорний пішак · h2 білий король · g1 чорна тура | a8 біла тура · h6 чорний пішак · b4 білий пішак · c4 білий пішак · f4 чорний король · h3 білий пішак · f2 чорний пішак · h2 білий король · g1 чорна тура | a8 біла тура · h6 чорний пішак · b4 білий пішак · c4 білий пішак · f4 чорний король · h3 білий пішак · f2 чорний пішак · h2 білий король · g1 чорна тура | a8 біла тура · h6 чорний пішак · b4 білий пішак · c4 білий пішак · f4 чорний король · h3 білий пішак · f2 чорний пішак · h2 білий король · g1 чорна тура | a8 біла тура · h6 чорний пішак · b4 білий пішак · c4 білий пішак · f4 чорний король · h3 білий пішак · f2 чорний пішак · h2 білий король · g1 чорна тура | a8 біла тура · h6 чорний пішак · b4 білий пішак · c4 білий пішак · f4 чорний король · h3 білий пішак · f2 чорний пішак · h2 білий король · g1 чорна тура | a8 біла тура · h6 чорний пішак · b4 білий пішак · c4 білий пішак · f4 чорний король · h3 білий пішак · f2 чорний пішак · h2 білий король · g1 чорна тура | a8 біла тура · h6 чорний пішак · b4 білий пішак · c4 білий пішак · f4 чорний король · h3 білий пішак · f2 чорний пішак · h2 білий король · g1 чорна тура | 4 |
| 3 | a8 біла тура · h6 чорний пішак · b4 білий пішак · c4 білий пішак · f4 чорний король · h3 білий пішак · f2 чорний пішак · h2 білий король · g1 чорна тура | a8 біла тура · h6 чорний пішак · b4 білий пішак · c4 білий пішак · f4 чорний король · h3 білий пішак · f2 чорний пішак · h2 білий король · g1 чорна тура | a8 біла тура · h6 чорний пішак · b4 білий пішак · c4 білий пішак · f4 чорний король · h3 білий пішак · f2 чорний пішак · h2 білий король · g1 чорна тура | a8 біла тура · h6 чорний пішак · b4 білий пішак · c4 білий пішак · f4 чорний король · h3 білий пішак · f2 чорний пішак · h2 білий король · g1 чорна тура | a8 біла тура · h6 чорний пішак · b4 білий пішак · c4 білий пішак · f4 чорний король · h3 білий пішак · f2 чорний пішак · h2 білий король · g1 чорна тура | a8 біла тура · h6 чорний пішак · b4 білий пішак · c4 білий пішак · f4 чорний король · h3 білий пішак · f2 чорний пішак · h2 білий король · g1 чорна тура | a8 біла тура · h6 чорний пішак · b4 білий пішак · c4 білий пішак · f4 чорний король · h3 білий пішак · f2 чорний пішак · h2 білий король · g1 чорна тура | a8 біла тура · h6 чорний пішак · b4 білий пішак · c4 білий пішак · f4 чорний король · h3 білий пішак · f2 чорний пішак · h2 білий король · g1 чорна тура | 3 |
| 2 | a8 біла тура · h6 чорний пішак · b4 білий пішак · c4 білий пішак · f4 чорний король · h3 білий пішак · f2 чорний пішак · h2 білий король · g1 чорна тура | a8 біла тура · h6 чорний пішак · b4 білий пішак · c4 білий пішак · f4 чорний король · h3 білий пішак · f2 чорний пішак · h2 білий король · g1 чорна тура | a8 біла тура · h6 чорний пішак · b4 білий пішак · c4 білий пішак · f4 чорний король · h3 білий пішак · f2 чорний пішак · h2 білий король · g1 чорна тура | a8 біла тура · h6 чорний пішак · b4 білий пішак · c4 білий пішак · f4 чорний король · h3 білий пішак · f2 чорний пішак · h2 білий король · g1 чорна тура | a8 біла тура · h6 чорний пішак · b4 білий пішак · c4 білий пішак · f4 чорний король · h3 білий пішак · f2 чорний пішак · h2 білий король · g1 чорна тура | a8 біла тура · h6 чорний пішак · b4 білий пішак · c4 білий пішак · f4 чорний король · h3 білий пішак · f2 чорний пішак · h2 білий король · g1 чорна тура | a8 біла тура · h6 чорний пішак · b4 білий пішак · c4 білий пішак · f4 чорний король · h3 білий пішак · f2 чорний пішак · h2 білий король · g1 чорна тура | a8 біла тура · h6 чорний пішак · b4 білий пішак · c4 білий пішак · f4 чорний король · h3 білий пішак · f2 чорний пішак · h2 білий король · g1 чорна тура | 2 |
| 1 | a8 біла тура · h6 чорний пішак · b4 білий пішак · c4 білий пішак · f4 чорний король · h3 білий пішак · f2 чорний пішак · h2 білий король · g1 чорна тура | a8 біла тура · h6 чорний пішак · b4 білий пішак · c4 білий пішак · f4 чорний король · h3 білий пішак · f2 чорний пішак · h2 білий король · g1 чорна тура | a8 біла тура · h6 чорний пішак · b4 білий пішак · c4 білий пішак · f4 чорний король · h3 білий пішак · f2 чорний пішак · h2 білий король · g1 чорна тура | a8 біла тура · h6 чорний пішак · b4 білий пішак · c4 білий пішак · f4 чорний король · h3 білий пішак · f2 чорний пішак · h2 білий король · g1 чорна тура | a8 біла тура · h6 чорний пішак · b4 білий пішак · c4 білий пішак · f4 чорний король · h3 білий пішак · f2 чорний пішак · h2 білий король · g1 чорна тура | a8 біла тура · h6 чорний пішак · b4 білий пішак · c4 білий пішак · f4 чорний король · h3 білий пішак · f2 чорний пішак · h2 білий король · g1 чорна тура | a8 біла тура · h6 чорний пішак · b4 білий пішак · c4 білий пішак · f4 чорний король · h3 білий пішак · f2 чорний пішак · h2 білий король · g1 чорна тура | a8 біла тура · h6 чорний пішак · b4 білий пішак · c4 білий пішак · f4 чорний король · h3 білий пішак · f2 чорний пішак · h2 білий король · g1 чорна тура | 1 |
|   | a | b | c | d | e | f | g | h |   |

### Шоста партія
Ананд — Карлсен 
 
16 листопада 2013 року

Іспанська партія (C65)  
 
1. e4 e5 2.Kf3 Kc6 3.Cb5 Kf6 4.d3 Cc5 5.c3 0-0 6.0-0 Te8 7.Te1 a6 8.Ca4 b5
9.Cb3 d6 10.Cg5 Ce6 11.Kbd2 h6 12.Ch4 Cxb3 13.axb3 Kb8 14.h3 Kbd7 15.Kh2 Фe7 16.Kdf1 Cb6 
17.Ke3 Фe6 18.b4 a5 19.bxa5 Cxa5 20.Khg4 Cb6 21.Cxf6 Kxf6 22. Kxf6 Фxf6 23.Фg4 Cxe3 24.fxe3 Фe7
25.Tf1 c5 26.Kph2 c4 27.d4 Txa1 28.Txa1 Фb7 
29.Td1 Фc6 30.Фe5 exd4 31.Txd4 Te5 32.Фf3 Фc7 33.Kph1 Фe7 34.Фg4 Kph7 35.Фf4 g6 36.Kph2 Kpg7 
37.Фf3 Te6 38.Фg3 Txe4 39.Фxd6 Txe3 40.Фxe7 Txe7
41.Tb5 Tb7 42.Td6 f6 43.h4 Kpf7 44.h5 gxh5 45.Td5 Kpg6 46.Kpg3 Tb6 47.Tc5 f5
48.Kph4 Te6  49.Txb5 Te4+ 50.Kph3 Kpg5 51.Tb8 h4 52.Tg8+ Kph5 53.Tf8 Tf4 54.Tc8 Tg4 55.Tf8 Tg3+ 56.Kph2 Kpg5 57.Tg8+ Kpf4 58.Tc8 Kpe3 59.Txc4 f4 60.Ta4 h3 61.gxh3 Tg6 62.c4 f3 63.Ta3+ Kpe2 
64.b4 f2 65.Ta2+ Kpf3 66.Ta3+ Kpf4 67.Ta8 Tg1 0:1 

### Сьома партія
Ананд — Карлсен 
 
18 листопада 2013 року

Іспанська партія (C65) 

1. e4 e5 2.Kf3 Kc6 3.Cb5 Kf6  4.d3 Cc5 5.Cxc6 dxc6 6.Kbd2 Cg4 7.h3 Ch5 8.Kf1 Kd7
9.Kg3 Cxf3 10.Фxf3 g6 11.Ce3 Фe7 12.0-0-0 0-0-0  13.Ke2 The8 14.Kpb1 b6 15.h4 Kpb7 16.h5 Cxe3 
17.Фxe3  Kc5 18.hxg6 hxg6 19.g3 a5 20.Th7 Th8 21.Tdh1 Txh7 22.Txh7 Фf6 23.f4 Th8 24.Txh8 Фxh8
25.fxe5 Фxe5 26.Фf3 f5 27.exf5 gxf5 28.c3 Ke6 29.Kpc2 Kg5 30.Фf2 Ke6 31.Фf3 Kg5 32.Фf2 Ke6  ½:½ 

### Восьма партія
Карлсен — Ананд 
 
19 листопада 2013 року

Іспанська партія (C67) 

|   | a | b | c | d | e | f | g | h |   |
| 8 | c8 чорний слон · d8 чорний ферзь · e8 чорний кінь · f8 чорна тура · g8 чорний король · f7 чорний пішак · h7 чорний пішак · f6 білий пішак · g6 чорний пішак · h6 білий ферзь · d5 чорний пішак · e5 білий пішак · g5 білий пішак · c4 чорний пішак · d4 білий пішак · f4 біла тура · c3 білий пішак · g2 білий слон · h2 білий пішак · e1 чорний ферзь · f1 білий кінь · g1 білий король | c8 чорний слон · d8 чорний ферзь · e8 чорний кінь · f8 чорна тура · g8 чорний король · f7 чорний пішак · h7 чорний пішак · f6 білий пішак · g6 чорний пішак · h6 білий ферзь · d5 чорний пішак · e5 білий пішак · g5 білий пішак · c4 чорний пішак · d4 білий пішак · f4 біла тура · c3 білий пішак · g2 білий слон · h2 білий пішак · e1 чорний ферзь · f1 білий кінь · g1 білий король | c8 чорний слон · d8 чорний ферзь · e8 чорний кінь · f8 чорна тура · g8 чорний король · f7 чорний пішак · h7 чорний пішак · f6 білий пішак · g6 чорний пішак · h6 білий ферзь · d5 чорний пішак · e5 білий пішак · g5 білий пішак · c4 чорний пішак · d4 білий пішак · f4 біла тура · c3 білий пішак · g2 білий слон · h2 білий пішак · e1 чорний ферзь · f1 білий кінь · g1 білий король | c8 чорний слон · d8 чорний ферзь · e8 чорний кінь · f8 чорна тура · g8 чорний король · f7 чорний пішак · h7 чорний пішак · f6 білий пішак · g6 чорний пішак · h6 білий ферзь · d5 чорний пішак · e5 білий пішак · g5 білий пішак · c4 чорний пішак · d4 білий пішак · f4 біла тура · c3 білий пішак · g2 білий слон · h2 білий пішак · e1 чорний ферзь · f1 білий кінь · g1 білий король | c8 чорний слон · d8 чорний ферзь · e8 чорний кінь · f8 чорна тура · g8 чорний король · f7 чорний пішак · h7 чорний пішак · f6 білий пішак · g6 чорний пішак · h6 білий ферзь · d5 чорний пішак · e5 білий пішак · g5 білий пішак · c4 чорний пішак · d4 білий пішак · f4 біла тура · c3 білий пішак · g2 білий слон · h2 білий пішак · e1 чорний ферзь · f1 білий кінь · g1 білий король | c8 чорний слон · d8 чорний ферзь · e8 чорний кінь · f8 чорна тура · g8 чорний король · f7 чорний пішак · h7 чорний пішак · f6 білий пішак · g6 чорний пішак · h6 білий ферзь · d5 чорний пішак · e5 білий пішак · g5 білий пішак · c4 чорний пішак · d4 білий пішак · f4 біла тура · c3 білий пішак · g2 білий слон · h2 білий пішак · e1 чорний ферзь · f1 білий кінь · g1 білий король | c8 чорний слон · d8 чорний ферзь · e8 чорний кінь · f8 чорна тура · g8 чорний король · f7 чорний пішак · h7 чорний пішак · f6 білий пішак · g6 чорний пішак · h6 білий ферзь · d5 чорний пішак · e5 білий пішак · g5 білий пішак · c4 чорний пішак · d4 білий пішак · f4 біла тура · c3 білий пішак · g2 білий слон · h2 білий пішак · e1 чорний ферзь · f1 білий кінь · g1 білий король | c8 чорний слон · d8 чорний ферзь · e8 чорний кінь · f8 чорна тура · g8 чорний король · f7 чорний пішак · h7 чорний пішак · f6 білий пішак · g6 чорний пішак · h6 білий ферзь · d5 чорний пішак · e5 білий пішак · g5 білий пішак · c4 чорний пішак · d4 білий пішак · f4 біла тура · c3 білий пішак · g2 білий слон · h2 білий пішак · e1 чорний ферзь · f1 білий кінь · g1 білий король | 8 |
| 7 | c8 чорний слон · d8 чорний ферзь · e8 чорний кінь · f8 чорна тура · g8 чорний король · f7 чорний пішак · h7 чорний пішак · f6 білий пішак · g6 чорний пішак · h6 білий ферзь · d5 чорний пішак · e5 білий пішак · g5 білий пішак · c4 чорний пішак · d4 білий пішак · f4 біла тура · c3 білий пішак · g2 білий слон · h2 білий пішак · e1 чорний ферзь · f1 білий кінь · g1 білий король | c8 чорний слон · d8 чорний ферзь · e8 чорний кінь · f8 чорна тура · g8 чорний король · f7 чорний пішак · h7 чорний пішак · f6 білий пішак · g6 чорний пішак · h6 білий ферзь · d5 чорний пішак · e5 білий пішак · g5 білий пішак · c4 чорний пішак · d4 білий пішак · f4 біла тура · c3 білий пішак · g2 білий слон · h2 білий пішак · e1 чорний ферзь · f1 білий кінь · g1 білий король | c8 чорний слон · d8 чорний ферзь · e8 чорний кінь · f8 чорна тура · g8 чорний король · f7 чорний пішак · h7 чорний пішак · f6 білий пішак · g6 чорний пішак · h6 білий ферзь · d5 чорний пішак · e5 білий пішак · g5 білий пішак · c4 чорний пішак · d4 білий пішак · f4 біла тура · c3 білий пішак · g2 білий слон · h2 білий пішак · e1 чорний ферзь · f1 білий кінь · g1 білий король | c8 чорний слон · d8 чорний ферзь · e8 чорний кінь · f8 чорна тура · g8 чорний король · f7 чорний пішак · h7 чорний пішак · f6 білий пішак · g6 чорний пішак · h6 білий ферзь · d5 чорний пішак · e5 білий пішак · g5 білий пішак · c4 чорний пішак · d4 білий пішак · f4 біла тура · c3 білий пішак · g2 білий слон · h2 білий пішак · e1 чорний ферзь · f1 білий кінь · g1 білий король | c8 чорний слон · d8 чорний ферзь · e8 чорний кінь · f8 чорна тура · g8 чорний король · f7 чорний пішак · h7 чорний пішак · f6 білий пішак · g6 чорний пішак · h6 білий ферзь · d5 чорний пішак · e5 білий пішак · g5 білий пішак · c4 чорний пішак · d4 білий пішак · f4 біла тура · c3 білий пішак · g2 білий слон · h2 білий пішак · e1 чорний ферзь · f1 білий кінь · g1 білий король | c8 чорний слон · d8 чорний ферзь · e8 чорний кінь · f8 чорна тура · g8 чорний король · f7 чорний пішак · h7 чорний пішак · f6 білий пішак · g6 чорний пішак · h6 білий ферзь · d5 чорний пішак · e5 білий пішак · g5 білий пішак · c4 чорний пішак · d4 білий пішак · f4 біла тура · c3 білий пішак · g2 білий слон · h2 білий пішак · e1 чорний ферзь · f1 білий кінь · g1 білий король | c8 чорний слон · d8 чорний ферзь · e8 чорний кінь · f8 чорна тура · g8 чорний король · f7 чорний пішак · h7 чорний пішак · f6 білий пішак · g6 чорний пішак · h6 білий ферзь · d5 чорний пішак · e5 білий пішак · g5 білий пішак · c4 чорний пішак · d4 білий пішак · f4 біла тура · c3 білий пішак · g2 білий слон · h2 білий пішак · e1 чорний ферзь · f1 білий кінь · g1 білий король | c8 чорний слон · d8 чорний ферзь · e8 чорний кінь · f8 чорна тура · g8 чорний король · f7 чорний пішак · h7 чорний пішак · f6 білий пішак · g6 чорний пішак · h6 білий ферзь · d5 чорний пішак · e5 білий пішак · g5 білий пішак · c4 чорний пішак · d4 білий пішак · f4 біла тура · c3 білий пішак · g2 білий слон · h2 білий пішак · e1 чорний ферзь · f1 білий кінь · g1 білий король | 7 |
| 6 | c8 чорний слон · d8 чорний ферзь · e8 чорний кінь · f8 чорна тура · g8 чорний король · f7 чорний пішак · h7 чорний пішак · f6 білий пішак · g6 чорний пішак · h6 білий ферзь · d5 чорний пішак · e5 білий пішак · g5 білий пішак · c4 чорний пішак · d4 білий пішак · f4 біла тура · c3 білий пішак · g2 білий слон · h2 білий пішак · e1 чорний ферзь · f1 білий кінь · g1 білий король | c8 чорний слон · d8 чорний ферзь · e8 чорний кінь · f8 чорна тура · g8 чорний король · f7 чорний пішак · h7 чорний пішак · f6 білий пішак · g6 чорний пішак · h6 білий ферзь · d5 чорний пішак · e5 білий пішак · g5 білий пішак · c4 чорний пішак · d4 білий пішак · f4 біла тура · c3 білий пішак · g2 білий слон · h2 білий пішак · e1 чорний ферзь · f1 білий кінь · g1 білий король | c8 чорний слон · d8 чорний ферзь · e8 чорний кінь · f8 чорна тура · g8 чорний король · f7 чорний пішак · h7 чорний пішак · f6 білий пішак · g6 чорний пішак · h6 білий ферзь · d5 чорний пішак · e5 білий пішак · g5 білий пішак · c4 чорний пішак · d4 білий пішак · f4 біла тура · c3 білий пішак · g2 білий слон · h2 білий пішак · e1 чорний ферзь · f1 білий кінь · g1 білий король | c8 чорний слон · d8 чорний ферзь · e8 чорний кінь · f8 чорна тура · g8 чорний король · f7 чорний пішак · h7 чорний пішак · f6 білий пішак · g6 чорний пішак · h6 білий ферзь · d5 чорний пішак · e5 білий пішак · g5 білий пішак · c4 чорний пішак · d4 білий пішак · f4 біла тура · c3 білий пішак · g2 білий слон · h2 білий пішак · e1 чорний ферзь · f1 білий кінь · g1 білий король | c8 чорний слон · d8 чорний ферзь · e8 чорний кінь · f8 чорна тура · g8 чорний король · f7 чорний пішак · h7 чорний пішак · f6 білий пішак · g6 чорний пішак · h6 білий ферзь · d5 чорний пішак · e5 білий пішак · g5 білий пішак · c4 чорний пішак · d4 білий пішак · f4 біла тура · c3 білий пішак · g2 білий слон · h2 білий пішак · e1 чорний ферзь · f1 білий кінь · g1 білий король | c8 чорний слон · d8 чорний ферзь · e8 чорний кінь · f8 чорна тура · g8 чорний король · f7 чорний пішак · h7 чорний пішак · f6 білий пішак · g6 чорний пішак · h6 білий ферзь · d5 чорний пішак · e5 білий пішак · g5 білий пішак · c4 чорний пішак · d4 білий пішак · f4 біла тура · c3 білий пішак · g2 білий слон · h2 білий пішак · e1 чорний ферзь · f1 білий кінь · g1 білий король | c8 чорний слон · d8 чорний ферзь · e8 чорний кінь · f8 чорна тура · g8 чорний король · f7 чорний пішак · h7 чорний пішак · f6 білий пішак · g6 чорний пішак · h6 білий ферзь · d5 чорний пішак · e5 білий пішак · g5 білий пішак · c4 чорний пішак · d4 білий пішак · f4 біла тура · c3 білий пішак · g2 білий слон · h2 білий пішак · e1 чорний ферзь · f1 білий кінь · g1 білий король | c8 чорний слон · d8 чорний ферзь · e8 чорний кінь · f8 чорна тура · g8 чорний король · f7 чорний пішак · h7 чорний пішак · f6 білий пішак · g6 чорний пішак · h6 білий ферзь · d5 чорний пішак · e5 білий пішак · g5 білий пішак · c4 чорний пішак · d4 білий пішак · f4 біла тура · c3 білий пішак · g2 білий слон · h2 білий пішак · e1 чорний ферзь · f1 білий кінь · g1 білий король | 6 |
| 5 | c8 чорний слон · d8 чорний ферзь · e8 чорний кінь · f8 чорна тура · g8 чорний король · f7 чорний пішак · h7 чорний пішак · f6 білий пішак · g6 чорний пішак · h6 білий ферзь · d5 чорний пішак · e5 білий пішак · g5 білий пішак · c4 чорний пішак · d4 білий пішак · f4 біла тура · c3 білий пішак · g2 білий слон · h2 білий пішак · e1 чорний ферзь · f1 білий кінь · g1 білий король | c8 чорний слон · d8 чорний ферзь · e8 чорний кінь · f8 чорна тура · g8 чорний король · f7 чорний пішак · h7 чорний пішак · f6 білий пішак · g6 чорний пішак · h6 білий ферзь · d5 чорний пішак · e5 білий пішак · g5 білий пішак · c4 чорний пішак · d4 білий пішак · f4 біла тура · c3 білий пішак · g2 білий слон · h2 білий пішак · e1 чорний ферзь · f1 білий кінь · g1 білий король | c8 чорний слон · d8 чорний ферзь · e8 чорний кінь · f8 чорна тура · g8 чорний король · f7 чорний пішак · h7 чорний пішак · f6 білий пішак · g6 чорний пішак · h6 білий ферзь · d5 чорний пішак · e5 білий пішак · g5 білий пішак · c4 чорний пішак · d4 білий пішак · f4 біла тура · c3 білий пішак · g2 білий слон · h2 білий пішак · e1 чорний ферзь · f1 білий кінь · g1 білий король | c8 чорний слон · d8 чорний ферзь · e8 чорний кінь · f8 чорна тура · g8 чорний король · f7 чорний пішак · h7 чорний пішак · f6 білий пішак · g6 чорний пішак · h6 білий ферзь · d5 чорний пішак · e5 білий пішак · g5 білий пішак · c4 чорний пішак · d4 білий пішак · f4 біла тура · c3 білий пішак · g2 білий слон · h2 білий пішак · e1 чорний ферзь · f1 білий кінь · g1 білий король | c8 чорний слон · d8 чорний ферзь · e8 чорний кінь · f8 чорна тура · g8 чорний король · f7 чорний пішак · h7 чорний пішак · f6 білий пішак · g6 чорний пішак · h6 білий ферзь · d5 чорний пішак · e5 білий пішак · g5 білий пішак · c4 чорний пішак · d4 білий пішак · f4 біла тура · c3 білий пішак · g2 білий слон · h2 білий пішак · e1 чорний ферзь · f1 білий кінь · g1 білий король | c8 чорний слон · d8 чорний ферзь · e8 чорний кінь · f8 чорна тура · g8 чорний король · f7 чорний пішак · h7 чорний пішак · f6 білий пішак · g6 чорний пішак · h6 білий ферзь · d5 чорний пішак · e5 білий пішак · g5 білий пішак · c4 чорний пішак · d4 білий пішак · f4 біла тура · c3 білий пішак · g2 білий слон · h2 білий пішак · e1 чорний ферзь · f1 білий кінь · g1 білий король | c8 чорний слон · d8 чорний ферзь · e8 чорний кінь · f8 чорна тура · g8 чорний король · f7 чорний пішак · h7 чорний пішак · f6 білий пішак · g6 чорний пішак · h6 білий ферзь · d5 чорний пішак · e5 білий пішак · g5 білий пішак · c4 чорний пішак · d4 білий пішак · f4 біла тура · c3 білий пішак · g2 білий слон · h2 білий пішак · e1 чорний ферзь · f1 білий кінь · g1 білий король | c8 чорний слон · d8 чорний ферзь · e8 чорний кінь · f8 чорна тура · g8 чорний король · f7 чорний пішак · h7 чорний пішак · f6 білий пішак · g6 чорний пішак · h6 білий ферзь · d5 чорний пішак · e5 білий пішак · g5 білий пішак · c4 чорний пішак · d4 білий пішак · f4 біла тура · c3 білий пішак · g2 білий слон · h2 білий пішак · e1 чорний ферзь · f1 білий кінь · g1 білий король | 5 |
| 4 | c8 чорний слон · d8 чорний ферзь · e8 чорний кінь · f8 чорна тура · g8 чорний король · f7 чорний пішак · h7 чорний пішак · f6 білий пішак · g6 чорний пішак · h6 білий ферзь · d5 чорний пішак · e5 білий пішак · g5 білий пішак · c4 чорний пішак · d4 білий пішак · f4 біла тура · c3 білий пішак · g2 білий слон · h2 білий пішак · e1 чорний ферзь · f1 білий кінь · g1 білий король | c8 чорний слон · d8 чорний ферзь · e8 чорний кінь · f8 чорна тура · g8 чорний король · f7 чорний пішак · h7 чорний пішак · f6 білий пішак · g6 чорний пішак · h6 білий ферзь · d5 чорний пішак · e5 білий пішак · g5 білий пішак · c4 чорний пішак · d4 білий пішак · f4 біла тура · c3 білий пішак · g2 білий слон · h2 білий пішак · e1 чорний ферзь · f1 білий кінь · g1 білий король | c8 чорний слон · d8 чорний ферзь · e8 чорний кінь · f8 чорна тура · g8 чорний король · f7 чорний пішак · h7 чорний пішак · f6 білий пішак · g6 чорний пішак · h6 білий ферзь · d5 чорний пішак · e5 білий пішак · g5 білий пішак · c4 чорний пішак · d4 білий пішак · f4 біла тура · c3 білий пішак · g2 білий слон · h2 білий пішак · e1 чорний ферзь · f1 білий кінь · g1 білий король | c8 чорний слон · d8 чорний ферзь · e8 чорний кінь · f8 чорна тура · g8 чорний король · f7 чорний пішак · h7 чорний пішак · f6 білий пішак · g6 чорний пішак · h6 білий ферзь · d5 чорний пішак · e5 білий пішак · g5 білий пішак · c4 чорний пішак · d4 білий пішак · f4 біла тура · c3 білий пішак · g2 білий слон · h2 білий пішак · e1 чорний ферзь · f1 білий кінь · g1 білий король | c8 чорний слон · d8 чорний ферзь · e8 чорний кінь · f8 чорна тура · g8 чорний король · f7 чорний пішак · h7 чорний пішак · f6 білий пішак · g6 чорний пішак · h6 білий ферзь · d5 чорний пішак · e5 білий пішак · g5 білий пішак · c4 чорний пішак · d4 білий пішак · f4 біла тура · c3 білий пішак · g2 білий слон · h2 білий пішак · e1 чорний ферзь · f1 білий кінь · g1 білий король | c8 чорний слон · d8 чорний ферзь · e8 чорний кінь · f8 чорна тура · g8 чорний король · f7 чорний пішак · h7 чорний пішак · f6 білий пішак · g6 чорний пішак · h6 білий ферзь · d5 чорний пішак · e5 білий пішак · g5 білий пішак · c4 чорний пішак · d4 білий пішак · f4 біла тура · c3 білий пішак · g2 білий слон · h2 білий пішак · e1 чорний ферзь · f1 білий кінь · g1 білий король | c8 чорний слон · d8 чорний ферзь · e8 чорний кінь · f8 чорна тура · g8 чорний король · f7 чорний пішак · h7 чорний пішак · f6 білий пішак · g6 чорний пішак · h6 білий ферзь · d5 чорний пішак · e5 білий пішак · g5 білий пішак · c4 чорний пішак · d4 білий пішак · f4 біла тура · c3 білий пішак · g2 білий слон · h2 білий пішак · e1 чорний ферзь · f1 білий кінь · g1 білий король | c8 чорний слон · d8 чорний ферзь · e8 чорний кінь · f8 чорна тура · g8 чорний король · f7 чорний пішак · h7 чорний пішак · f6 білий пішак · g6 чорний пішак · h6 білий ферзь · d5 чорний пішак · e5 білий пішак · g5 білий пішак · c4 чорний пішак · d4 білий пішак · f4 біла тура · c3 білий пішак · g2 білий слон · h2 білий пішак · e1 чорний ферзь · f1 білий кінь · g1 білий король | 4 |
| 3 | c8 чорний слон · d8 чорний ферзь · e8 чорний кінь · f8 чорна тура · g8 чорний король · f7 чорний пішак · h7 чорний пішак · f6 білий пішак · g6 чорний пішак · h6 білий ферзь · d5 чорний пішак · e5 білий пішак · g5 білий пішак · c4 чорний пішак · d4 білий пішак · f4 біла тура · c3 білий пішак · g2 білий слон · h2 білий пішак · e1 чорний ферзь · f1 білий кінь · g1 білий король | c8 чорний слон · d8 чорний ферзь · e8 чорний кінь · f8 чорна тура · g8 чорний король · f7 чорний пішак · h7 чорний пішак · f6 білий пішак · g6 чорний пішак · h6 білий ферзь · d5 чорний пішак · e5 білий пішак · g5 білий пішак · c4 чорний пішак · d4 білий пішак · f4 біла тура · c3 білий пішак · g2 білий слон · h2 білий пішак · e1 чорний ферзь · f1 білий кінь · g1 білий король | c8 чорний слон · d8 чорний ферзь · e8 чорний кінь · f8 чорна тура · g8 чорний король · f7 чорний пішак · h7 чорний пішак · f6 білий пішак · g6 чорний пішак · h6 білий ферзь · d5 чорний пішак · e5 білий пішак · g5 білий пішак · c4 чорний пішак · d4 білий пішак · f4 біла тура · c3 білий пішак · g2 білий слон · h2 білий пішак · e1 чорний ферзь · f1 білий кінь · g1 білий король | c8 чорний слон · d8 чорний ферзь · e8 чорний кінь · f8 чорна тура · g8 чорний король · f7 чорний пішак · h7 чорний пішак · f6 білий пішак · g6 чорний пішак · h6 білий ферзь · d5 чорний пішак · e5 білий пішак · g5 білий пішак · c4 чорний пішак · d4 білий пішак · f4 біла тура · c3 білий пішак · g2 білий слон · h2 білий пішак · e1 чорний ферзь · f1 білий кінь · g1 білий король | c8 чорний слон · d8 чорний ферзь · e8 чорний кінь · f8 чорна тура · g8 чорний король · f7 чорний пішак · h7 чорний пішак · f6 білий пішак · g6 чорний пішак · h6 білий ферзь · d5 чорний пішак · e5 білий пішак · g5 білий пішак · c4 чорний пішак · d4 білий пішак · f4 біла тура · c3 білий пішак · g2 білий слон · h2 білий пішак · e1 чорний ферзь · f1 білий кінь · g1 білий король | c8 чорний слон · d8 чорний ферзь · e8 чорний кінь · f8 чорна тура · g8 чорний король · f7 чорний пішак · h7 чорний пішак · f6 білий пішак · g6 чорний пішак · h6 білий ферзь · d5 чорний пішак · e5 білий пішак · g5 білий пішак · c4 чорний пішак · d4 білий пішак · f4 біла тура · c3 білий пішак · g2 білий слон · h2 білий пішак · e1 чорний ферзь · f1 білий кінь · g1 білий король | c8 чорний слон · d8 чорний ферзь · e8 чорний кінь · f8 чорна тура · g8 чорний король · f7 чорний пішак · h7 чорний пішак · f6 білий пішак · g6 чорний пішак · h6 білий ферзь · d5 чорний пішак · e5 білий пішак · g5 білий пішак · c4 чорний пішак · d4 білий пішак · f4 біла тура · c3 білий пішак · g2 білий слон · h2 білий пішак · e1 чорний ферзь · f1 білий кінь · g1 білий король | c8 чорний слон · d8 чорний ферзь · e8 чорний кінь · f8 чорна тура · g8 чорний король · f7 чорний пішак · h7 чорний пішак · f6 білий пішак · g6 чорний пішак · h6 білий ферзь · d5 чорний пішак · e5 білий пішак · g5 білий пішак · c4 чорний пішак · d4 білий пішак · f4 біла тура · c3 білий пішак · g2 білий слон · h2 білий пішак · e1 чорний ферзь · f1 білий кінь · g1 білий король | 3 |
| 2 | c8 чорний слон · d8 чорний ферзь · e8 чорний кінь · f8 чорна тура · g8 чорний король · f7 чорний пішак · h7 чорний пішак · f6 білий пішак · g6 чорний пішак · h6 білий ферзь · d5 чорний пішак · e5 білий пішак · g5 білий пішак · c4 чорний пішак · d4 білий пішак · f4 біла тура · c3 білий пішак · g2 білий слон · h2 білий пішак · e1 чорний ферзь · f1 білий кінь · g1 білий король | c8 чорний слон · d8 чорний ферзь · e8 чорний кінь · f8 чорна тура · g8 чорний король · f7 чорний пішак · h7 чорний пішак · f6 білий пішак · g6 чорний пішак · h6 білий ферзь · d5 чорний пішак · e5 білий пішак · g5 білий пішак · c4 чорний пішак · d4 білий пішак · f4 біла тура · c3 білий пішак · g2 білий слон · h2 білий пішак · e1 чорний ферзь · f1 білий кінь · g1 білий король | c8 чорний слон · d8 чорний ферзь · e8 чорний кінь · f8 чорна тура · g8 чорний король · f7 чорний пішак · h7 чорний пішак · f6 білий пішак · g6 чорний пішак · h6 білий ферзь · d5 чорний пішак · e5 білий пішак · g5 білий пішак · c4 чорний пішак · d4 білий пішак · f4 біла тура · c3 білий пішак · g2 білий слон · h2 білий пішак · e1 чорний ферзь · f1 білий кінь · g1 білий король | c8 чорний слон · d8 чорний ферзь · e8 чорний кінь · f8 чорна тура · g8 чорний король · f7 чорний пішак · h7 чорний пішак · f6 білий пішак · g6 чорний пішак · h6 білий ферзь · d5 чорний пішак · e5 білий пішак · g5 білий пішак · c4 чорний пішак · d4 білий пішак · f4 біла тура · c3 білий пішак · g2 білий слон · h2 білий пішак · e1 чорний ферзь · f1 білий кінь · g1 білий король | c8 чорний слон · d8 чорний ферзь · e8 чорний кінь · f8 чорна тура · g8 чорний король · f7 чорний пішак · h7 чорний пішак · f6 білий пішак · g6 чорний пішак · h6 білий ферзь · d5 чорний пішак · e5 білий пішак · g5 білий пішак · c4 чорний пішак · d4 білий пішак · f4 біла тура · c3 білий пішак · g2 білий слон · h2 білий пішак · e1 чорний ферзь · f1 білий кінь · g1 білий король | c8 чорний слон · d8 чорний ферзь · e8 чорний кінь · f8 чорна тура · g8 чорний король · f7 чорний пішак · h7 чорний пішак · f6 білий пішак · g6 чорний пішак · h6 білий ферзь · d5 чорний пішак · e5 білий пішак · g5 білий пішак · c4 чорний пішак · d4 білий пішак · f4 біла тура · c3 білий пішак · g2 білий слон · h2 білий пішак · e1 чорний ферзь · f1 білий кінь · g1 білий король | c8 чорний слон · d8 чорний ферзь · e8 чорний кінь · f8 чорна тура · g8 чорний король · f7 чорний пішак · h7 чорний пішак · f6 білий пішак · g6 чорний пішак · h6 білий ферзь · d5 чорний пішак · e5 білий пішак · g5 білий пішак · c4 чорний пішак · d4 білий пішак · f4 біла тура · c3 білий пішак · g2 білий слон · h2 білий пішак · e1 чорний ферзь · f1 білий кінь · g1 білий король | c8 чорний слон · d8 чорний ферзь · e8 чорний кінь · f8 чорна тура · g8 чорний король · f7 чорний пішак · h7 чорний пішак · f6 білий пішак · g6 чорний пішак · h6 білий ферзь · d5 чорний пішак · e5 білий пішак · g5 білий пішак · c4 чорний пішак · d4 білий пішак · f4 біла тура · c3 білий пішак · g2 білий слон · h2 білий пішак · e1 чорний ферзь · f1 білий кінь · g1 білий король | 2 |
| 1 | c8 чорний слон · d8 чорний ферзь · e8 чорний кінь · f8 чорна тура · g8 чорний король · f7 чорний пішак · h7 чорний пішак · f6 білий пішак · g6 чорний пішак · h6 білий ферзь · d5 чорний пішак · e5 білий пішак · g5 білий пішак · c4 чорний пішак · d4 білий пішак · f4 біла тура · c3 білий пішак · g2 білий слон · h2 білий пішак · e1 чорний ферзь · f1 білий кінь · g1 білий король | c8 чорний слон · d8 чорний ферзь · e8 чорний кінь · f8 чорна тура · g8 чорний король · f7 чорний пішак · h7 чорний пішак · f6 білий пішак · g6 чорний пішак · h6 білий ферзь · d5 чорний пішак · e5 білий пішак · g5 білий пішак · c4 чорний пішак · d4 білий пішак · f4 біла тура · c3 білий пішак · g2 білий слон · h2 білий пішак · e1 чорний ферзь · f1 білий кінь · g1 білий король | c8 чорний слон · d8 чорний ферзь · e8 чорний кінь · f8 чорна тура · g8 чорний король · f7 чорний пішак · h7 чорний пішак · f6 білий пішак · g6 чорний пішак · h6 білий ферзь · d5 чорний пішак · e5 білий пішак · g5 білий пішак · c4 чорний пішак · d4 білий пішак · f4 біла тура · c3 білий пішак · g2 білий слон · h2 білий пішак · e1 чорний ферзь · f1 білий кінь · g1 білий король | c8 чорний слон · d8 чорний ферзь · e8 чорний кінь · f8 чорна тура · g8 чорний король · f7 чорний пішак · h7 чорний пішак · f6 білий пішак · g6 чорний пішак · h6 білий ферзь · d5 чорний пішак · e5 білий пішак · g5 білий пішак · c4 чорний пішак · d4 білий пішак · f4 біла тура · c3 білий пішак · g2 білий слон · h2 білий пішак · e1 чорний ферзь · f1 білий кінь · g1 білий король | c8 чорний слон · d8 чорний ферзь · e8 чорний кінь · f8 чорна тура · g8 чорний король · f7 чорний пішак · h7 чорний пішак · f6 білий пішак · g6 чорний пішак · h6 білий ферзь · d5 чорний пішак · e5 білий пішак · g5 білий пішак · c4 чорний пішак · d4 білий пішак · f4 біла тура · c3 білий пішак · g2 білий слон · h2 білий пішак · e1 чорний ферзь · f1 білий кінь · g1 білий король | c8 чорний слон · d8 чорний ферзь · e8 чорний кінь · f8 чорна тура · g8 чорний король · f7 чорний пішак · h7 чорний пішак · f6 білий пішак · g6 чорний пішак · h6 білий ферзь · d5 чорний пішак · e5 білий пішак · g5 білий пішак · c4 чорний пішак · d4 білий пішак · f4 біла тура · c3 білий пішак · g2 білий слон · h2 білий пішак · e1 чорний ферзь · f1 білий кінь · g1 білий король | c8 чорний слон · d8 чорний ферзь · e8 чорний кінь · f8 чорна тура · g8 чорний король · f7 чорний пішак · h7 чорний пішак · f6 білий пішак · g6 чорний пішак · h6 білий ферзь · d5 чорний пішак · e5 білий пішак · g5 білий пішак · c4 чорний пішак · d4 білий пішак · f4 біла тура · c3 білий пішак · g2 білий слон · h2 білий пішак · e1 чорний ферзь · f1 білий кінь · g1 білий король | c8 чорний слон · d8 чорний ферзь · e8 чорний кінь · f8 чорна тура · g8 чорний король · f7 чорний пішак · h7 чорний пішак · f6 білий пішак · g6 чорний пішак · h6 білий ферзь · d5 чорний пішак · e5 білий пішак · g5 білий пішак · c4 чорний пішак · d4 білий пішак · f4 біла тура · c3 білий пішак · g2 білий слон · h2 білий пішак · e1 чорний ферзь · f1 білий кінь · g1 білий король | 1 |
|   | a | b | c | d | e | f | g | h |   |

1. e4 e5 2.Kf3 Kc6 3.Cb5 Kf6  4.0-0 Kxe4 5.Te1 Kd6 6.Kxe5 Ce7 7.Cf1 Kxe5 8.Txe5 0-0
9.d4 Cf6 10.Te1 Te8 11.c3 Txe1 12.Фxe1 Ke8  13.Cf4 d5 14.Cd3 g6 15.Kd2 Kg7 16.Фe2 c6
17.Te1  Cf5 18.Cxf5 Kxf5 19.Kf3 Kg7 20.Ce5 Ke6 21.Cxf6 Фxf6 22.Ke5 Te8 23.Kg4 Фd8 24.Фe5 Kg7
25.Фxe8 Kxe8 26.Txe8 Фxe8 27.Kf6+ Kpf8 28.Kxe8 Kpxe8 29.f4 f5 30.Kpf2 b5 31.b4 Kpf7 32.h3 h6 33.h4 h5  ½:½ 

### Дев’ята партія
Ананд — Карлсен 
 
21 листопада 2013 року

Захист Німцовича (E25) 
 
1. d4 Kf6 2.c4 e6 3.Kc3 Cb4  4.f3 d5 5.a3 Cxc3 6.bxc3 c5 7.cxd5 exd5 8.e3 c4
9.Ke2 Kc6 10.g4 0-0 11.Cg2 Ka5 12.0-0 Kb3  13.Ta2 b5 14.Kg3 a5 15.g5 Ke8 16.e4 Kxc1 
17.Фxc1 Ta6 18.e5 Kc7 19.f5 b4 20.axb4 axb4 21.Txa6 Kxa6 22.f5 b3 23. Фf4 Kc7 24.f6 g6
25.Фg4 Ke8 26.Фh6 b2 27.Tf4 b1=Ф+ 28.Kf1 Фe1   0:1 

### Десята партія
Карлсен — Ананд  
 
22 листопада 2013 року

Сицилійський захист (B51) 
 
1. e4 с5 2.Kf3 d6 3.Cb5+ Kd7  4.d4 cxd4 5.Фxd4 a6 6.Cxd7+ Cxd7 7.c4 Kf6  8.Cg5 e6
9.Kc3 Ce7 10.0-0 Cc6 11.Фd3 0-0 12.Kd4 Tc8 13.b3 Фc7 14.Kxc6 Фxc6 15.Tac1 h6 16.Ce3 Kd7
17.Cd4 Tfd8 18.h3 Фc7 19.Tfd1 Фa5 20.Фd2 Kpf8 21.Фb2 Kpg8 22.a4 Фh5 23.Ke2 Cf6 24.Tc3 Cxd4
25.Txd4 Фe5 26.Фd2 Kf6 27.Te3 Td7 28.a5 Фg5  29.e5 Ke8 30.exd6 Tc6 31.f4 Фd8 32.Ted3 Tcxd6 
33.Txd6 Txd6  34.Txd6 Фxd6 35.Фxd6 Kxd6 36.Kpf2 Kpf8 37.Kpe3 Kpe7 38.Kpd4 Kpd7 39.Kpc5 Kpc7
40. Kc3 Kf5 41.Ke4 Ke3 42.g3 f5 43.Kd6 g5 44.Ke8+ Kpd7 45.Kf6 Kpe7 46.Kg8+ Kpf8 47.Kxh6 gxf4 48.gxf4 Kpg7 49.Kxf5+ exf5 50.Kpb6 Kg2 51.Kpxb7 Kxf4 52.Kpxa6 Ke6 53.Kpb6 f4 54.a6 f3 55.a7 f2 56.a8=Ф f1=Ф
57. Фd5 Фe1 58. Фd6 Фe3+ 59.Kpa6 Kc5+ 61.Kpb5 Kxb3 62. Фc7+ Kph6 63.Фb6+ Фxb6 64.Kpxb6 Kph5 65.h4 Kpxh4 66.c5 Kxc5   ½:½ 